# Risanamento di Napoli

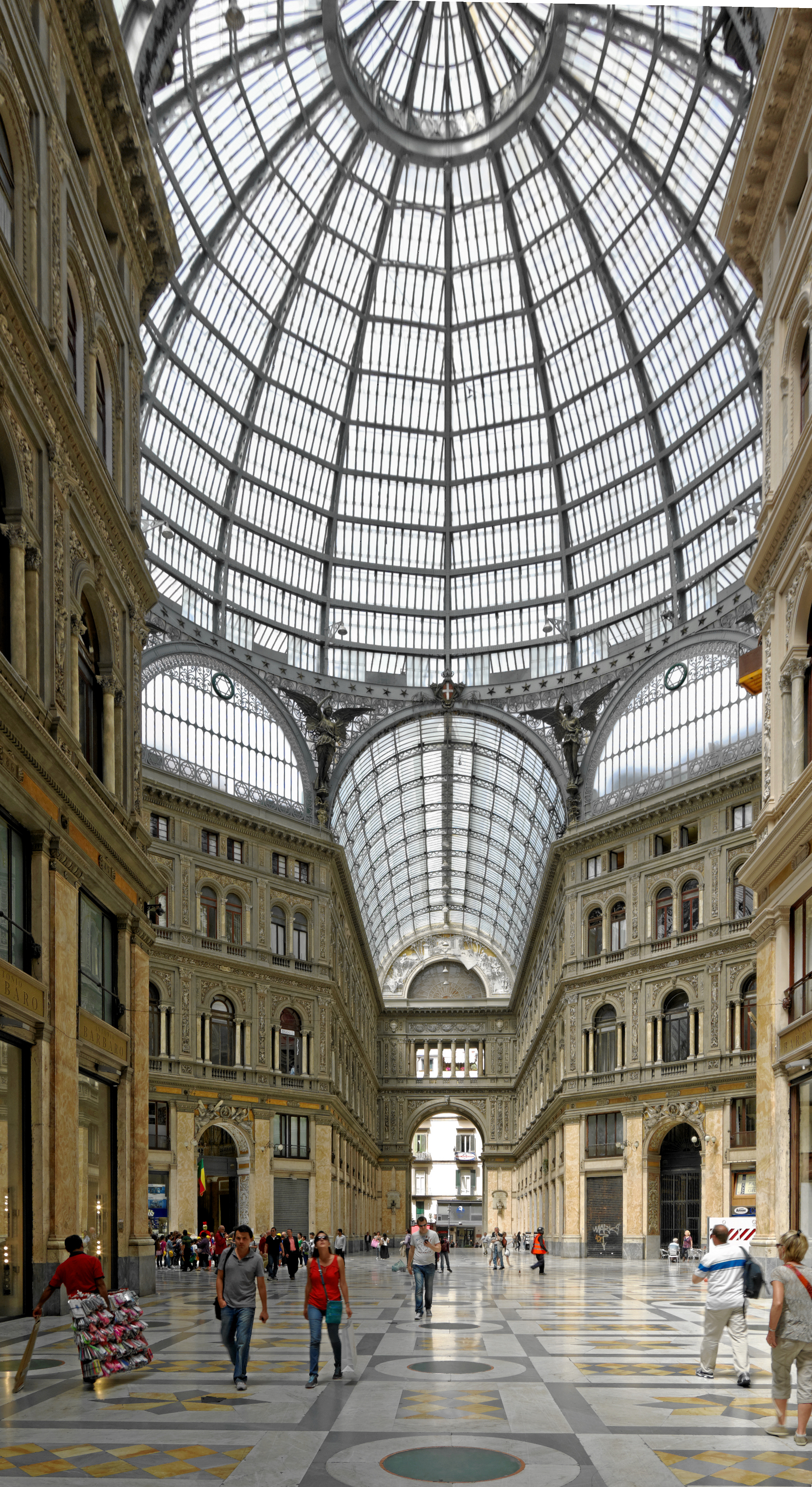
Galleria Umberto I - interno

Il cosiddetto risanamento di Napoli fu un grande intervento urbanistico che mutò radicalmente e definitivamente il volto di molti quartieri storici della città di Napoli, in alcuni casi (quartieri Pendino, Porto, Mercato, Vicaria) sostituendo quasi totalmente le preesistenze (talvolta anche di gran valore storico o artistico) con nuovi edifici, nuove piazze, nuove strade.
L'intervento, ipotizzato sin dalla metà dell'Ottocento e simile ad altri interventi analoghi realizzati nelle maggiori città europee (vedi ad esempio la Parigi haussmanniana), fu portato a compimento a seguito di una gravissima epidemia di colera, avvenuta nel 1884. Sotto la spinta del sindaco di allora, Nicola Amore, nel 1885 fu approvata la Legge per il risanamento della città di Napoli e il 15 dicembre 1888 venne fondata la Società pel Risanamento di Napoli S.p.A. (confluita dopo varie vicissitudini nella Risanamento S.p.A.): con lo scopo di decongestionare e di risolvere i problemi igienico-sanitari della città, specie di alcune zone che erano state, secondo il sindaco Amore, le principali cause del diffondersi del colera.
Si decise l'abbattimento di numerosi edifici per fare posto al corso Umberto, alle piazze Nicola Amore e Giovanni Bovio (piazza Borsa), via A. Depretis e alla Galleria Umberto I.
In realtà alle spalle dei grandi palazzi umbertini la situazione rimase quasi immutata: essi infatti servirono a nascondere il degrado e la povertà di quei rioni piuttosto che a risolverne i problemi.

## Premessa: gli interventi urbanistici a Napoli nel secolo XIX
Già nel 1839 il Consiglio edilizio sancito con decreto da Ferdinando II di Borbone (e che sarebbe stato trasformato, nel 1861, in Consiglio comunale) aveva identificato la maggior parte dei problemi dell'urbanistica cittadina, destinati ad essere successivamente risolti.
Gli obiettivi che il Consiglio riteneva impellente conseguire erano:
- la creazione di un quartiere operaio ad oriente, in funzione dell'ampliamento del porto e degli insediamenti industriali;
- la costruzione di quartieri residenziali ad occidente e lungo le colline di Posillipo e del Vomero;
- il rapido collegamento tra il centro antico e le nuove aree di espansione mediante gallerie scavate nelle colline e funicolari;
- agevoli comunicazioni tra zone occidentali ed orientali attraverso la sistemazione del lungomare, oppure l'ampliamento di via Chiaia;
- radicali interventi nel centro antico mediante massicci sventramenti e la creazione di rettifili che distruggessero ogni preesistenza ambientale.

Altri temi ricorrenti erano, inoltre, l'assetto dell'area antistante il Museo Nazionale, l'apertura di via Duomo e di una nuova strada tra la stazione centrale e il centro cittadino, la bonifica dei fondachi, la sistemazione di piazza Municipio; ed infine la creazione delle infrastrutture richieste ad una grande città.

### I primi interventi nel centro storico

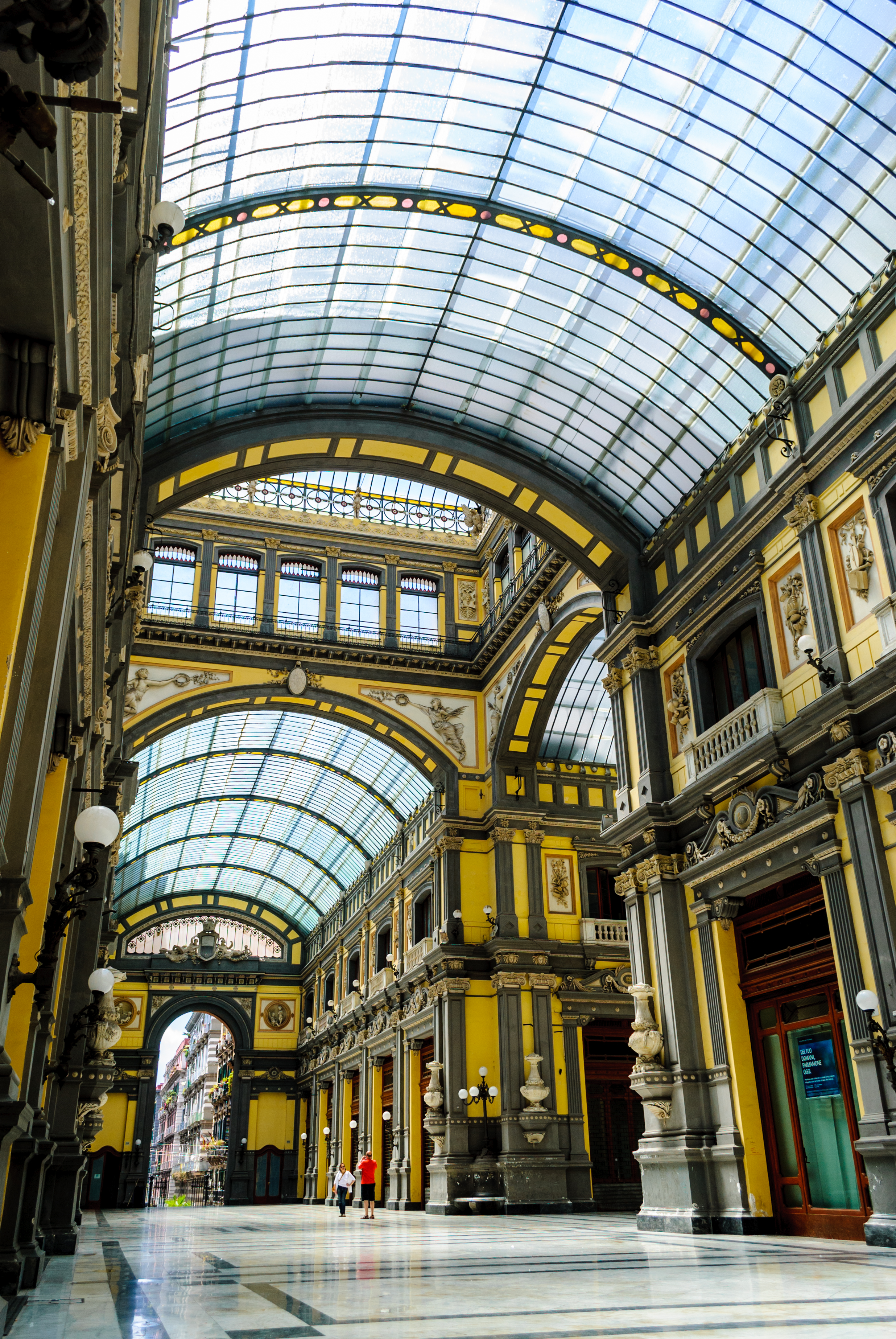
Galleria Principe di Napoli

Il primo intervento effettivo si ebbe nel quartiere San Lorenzo nel 1852, ma i lavori, a causa di lungaggini burocratiche e problemi dovuti all'orografia del terreno, e, soprattutto, per le difficoltà legate ai grandi complessi conventuali, che non potevano essere espropriati, furono sospesi.
Fu dunque necessario attendere l'unità d'Italia perché il problema venisse nuovamente affrontato tramite un concorso, bandito il 12 marzo 1861, che risultò, peraltro, senza vincitori; l'incarico fu così conferito a quattro dei gruppi partecipanti, il cui elaborato era condizionato dalle richieste del Consiglio comunale. L'interesse per il collegamenti tra le diverse zone fu dunque esteso a quello, più vasto, per la configurazione di un nuovo quartiere destinato alla classe borghese (secondo il concetto di città quale luogo di rendita fondiaria).
Fu dunque approvata la planimetria relativa ad una nuova strada parallela a via Costantinopoli, dal Museo a piazza del Gesù. L'anno successivo l'appalto fu affidato al costruttore Errico Hetch, ma a causa di questioni burocratiche e finanziarie, la vicenda si protrasse fino al 1868, con una controversia giudiziaria vinta dal costruttore.
A seguito di tale vicenda, la giunta ripiegò su un progetto più semplice, in cui via Bellini, asse portante del vecchio quartiere, rimaneva chiusa su un lato dal palazzo del barone Tommasi (oppostosi all'esproprio), mentre dal lato opposto fu costruita una galleria in ferro e vetro, la Galleria Principe di Napoli, costruita dagli architetti Breglia e De Novellis.
Nel nuovo quartiere, sorto dalla lenta trasformazione della zona sulla aree risultanti dalla demolizione delle vecchie fabbriche, gli edifici avrebbero gradualmente assunto, nel corso della seconda metà del XIX secolo, un carattere omogeneo di tipo neorinascimentale, un modello architettonico tipico dell'edilizia tardo ottocentesca, emblematico della città borghese, frutto delle esigenze espresse dalla borghesia dell'epoca.
Anche l'apertura di via Duomo fu realizzata dopo l'Unità d'Italia, benché il progetto di un collegamento tra via Foria e via Marina fosse stato approntato da Federico Bausan e Luigi Giordano già nel 1839, su richiesta di Ferdinando II di Borbone. Alcuni anni più tardi, il loro progetto subì una riduzione; ma nel 1853 il re approvò un nuovo tracciato proposto da Luigi Cangiano ed Antonio Francesconi, mentre si richiedevano notevoli modifiche al vecchio progetto Bausan-Giordano. Nessuna delle proposte trovò pratica attuazione. Nel 1860, Francesco II stabiliva che la strada, portata a 60 palmi (poco meno di 16 metri) di larghezza, raggiungesse il vescovado e che la direzione fosse affidata a Cangiano e Francesconi; tuttavia, gli incalzanti avvenimenti politici ne impedirono l'esecuzione. Il progetto presentato nel 1853 fu confermato da Garibaldi, nel decreto edilizio che egli emanò il 18 ottobre 1860; in esso si prevedeva l'allargamento di uno dei cardini del tracciato greco, limitando l'intervento sul lato destro alle sole facciate dei preesistenti edifici (gli androni, le scale e i cortili conservano tuttora, infatti, l'originario aspetto).
Nel marzo del 1861 fu finalmente bandito l'appalto dei lavori, che sarebbero durati fino al 1868 per il tratto fino al vescovado; il prolungamento sino a via Vicaria Vecchia fu compiuto invece nel 1870, mentre per il collegamento con la Marina bisognò aspettare sino al 1880, quando fu demolita una navata e ricostruita la facciata della chiesa di San Giorgio Maggiore. Il completamento degli edifici, in questo tratto, sarà compreso nelle opere del Risanamento.

### La fondazione dei nuovi quartieri nell'area orientale e occidentale

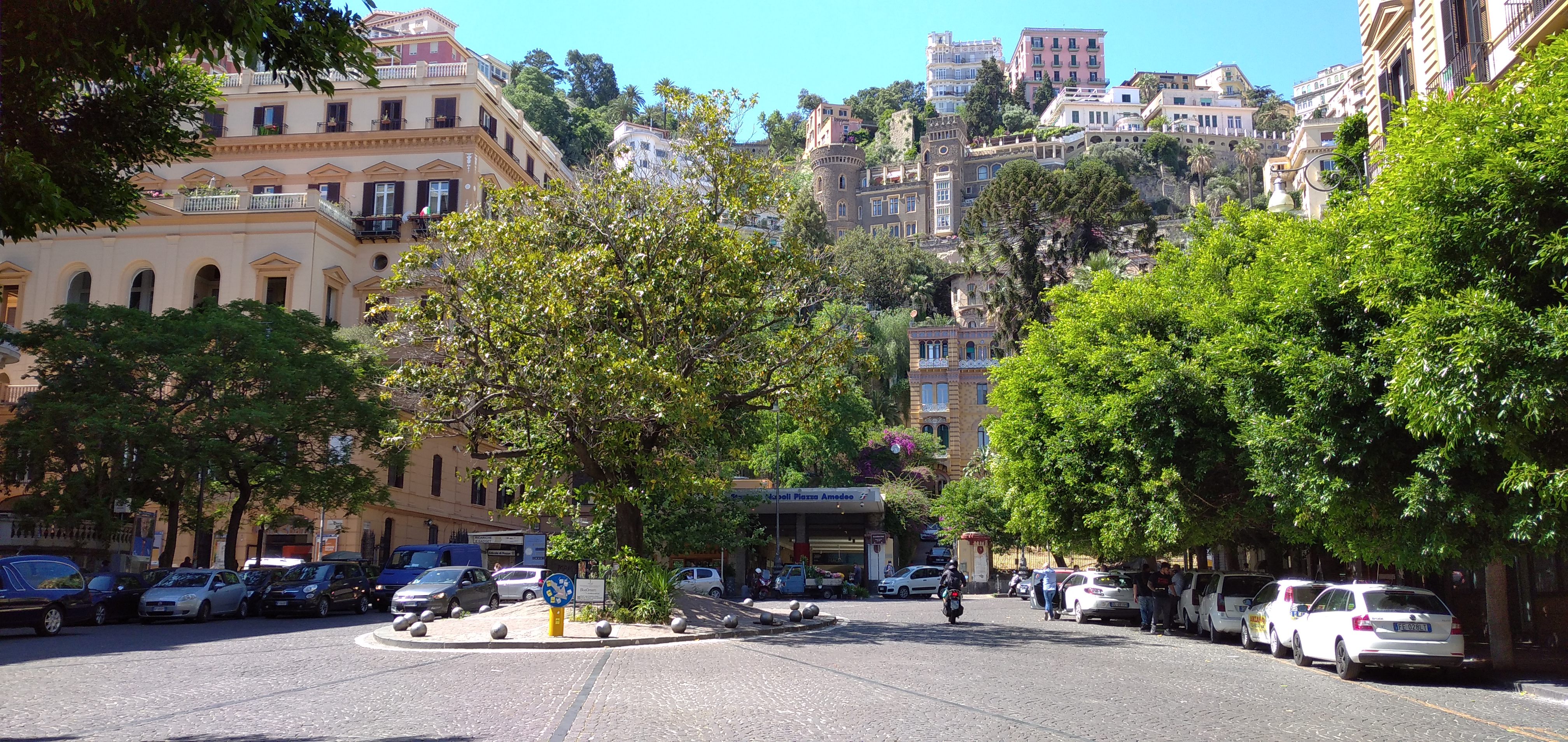
Piazza Principe Amedeo, cuore del nuovo rione Amedeo

Per quanto riguarda il quartiere orientale e quello occidentale, i due grandi interventi (che, se realizzati secondo l'originario progetto, avrebbero conferito una notevole svolta urbanistica alla città) furono condotti in maniera lentissima e del tutto inorganica, a causa di intoppi burocratici ed economici.
Negli ultimi anni del regno borbonico, come si è detto, il Consiglio edilizio aveva individuato l'area orientale come la zona più adatta per la costituzione di un quartiere operaio, visto essenzialmente in funzione del Porto e dei primi insediamenti industriali, in particolar modo quelli siderurgici, sorti nei pressi delle prime linee ferroviarie, le cui stazioni si trovavano appunto in questa zona allora extraurbana. Un primo intervento terminato nel 1860, mediante il riempimento del fossato lungo le mura aragonesi tra via Foria e il Bastione del Carmine, creò percorsi alternativi incentivando le comunicazione dirette tra l'entroterra ed il porto e gli interventi atti a risolvere l'altro grave problema cittadino, la carenza di abitazioni, specie popolari. Nello stesso anno Luigi Giura presentò un progetto orientato nella stessa direzione e molto apprezzato dal Consiglio; in esso si trovava già il tracciato del Corso Garibaldi ed il disegno di alcuni dei fabbricati lungo il suo percorso. Il progetto di Giura tuttavia non fu mai realizzato; era in corso, nel frattempo, la costruzione della Stazione centrale che, con la sua presenza aveva completamente mutato il rapporto tra il nucleo urbano e la zona in cui essa veniva edificata, ponendosi come fulcro di tutte le successive proposte di sviluppo. Un nuovo progetto, che apportava notevoli varianti a quello del Giura, fu presentato dall'architetto Antonio Francesconi. Fra lungaggini burocratiche e discussioni sull'appalto, si dovette attendere oltre trent'anni e l'epidemia di colera perché il progetto trovasse attuazione, sempre con la Legge pel Risanamento.
Più complessa fu invece la vicenda del quartiere occidentale, per il quale sin dal 1859 era stato redatto un progetto a cura di Errico Alvino, il cui disegno, approvato durante il regno borbonico, fu riconfermato dal decreto di Garibaldi. L'area di espansione riguardava una lunga fascia, poco urbanizzata se non nei pressi di via Chiaia, e compresa fra quest'ultima strada e il Corso Vittorio Emanuele; tutta la zona, insomma, retrostante la fitta urbanizzazione della Riviera di Chiaia. La conformazione stessa dell'area suggeriva il disegno planimetrico caratterizzato da due lunghe strade longitudinali e numerose arterie secondarie che spesso innestandosi sulla struttura viaria preesistente, lo completavano. Oltre a collegare la Riviera e il Corso Vittorio Emanuele, infatti, le nuove strade definivano i lotti del quartiere, impostati, a causa della tormentata orografia della zona, su terrazze degradanti verso il mare.
L'arteria principale era costituita da tre segmenti rettilinei, i cui snodi erano sottolineati da altrettante piazze di forma geometrica, tipiche del gusto ottocentesco. Un'ampia e ininterrotta fascia di verde divideva il nuovo quartiere dal Corso Vittorio Emanuele, nel rispetto della veduta panoramica che la strada offriva e in osservanza del rescritto borbonico del 31 maggio 1853 per la tutela e la difesa dei valori paesistici del Corso Maria Teresa (nome originario poi mutato in Corso Vittorio Emanuele) ed in analogia ai provvedimenti già presi dal precedente consiglio edilizio per le strade di Posillipo, Capodimonte e via del Campo al fine di salvaguardare l'ambiente naturale delle zone di espansione.
Numerose offerte di concessione furono presentate negli anni successivi: una nel 1861, un'altra nel 1862 (ad opera di capitalisti inglesi), ben quattro nel 1864. Tutte richiedevano forti sussidi da parte del Municipio, mentre le ultime tre (di Scognamiglio, Fiocca e Magnenant) stravolgevano completamente il progetto base, travisando così il senso stesso del bando, che prevedeva i sussidi assegnati sulla scorta del progetto del 1859. Francesco Pianell, a differenza dei rivali, accettava quest'ultimo, previe alcune rettifiche e riservandosi di stabilire in un secondo momento l'ammontare del sussidio municipale. Dopo lunghe discussioni, il 7 aprile 1865 il progetto di Pianell fu accolto; non fu tuttavia realizzato per difficoltà amministrative sorte in relazione alla firma di accettazione della concessione, che il Pianell, contro il parere della Giunta, rifiutava di eseguire pretendendo che a firmare fosse l'amministratore della società appaltante.
Nel 1868, infine, allo scopo di avviare una pur limitata soluzione, il Municipio affidò agli architetti Scoppa e Rendina l'incarico di eseguire un progetto parziale che, nel 1871, fu appaltato da Rougier. Totalmente ribaltato il senso dell'antico progetto municipale, al primitivo asse via Chiaia-Corso Vittorio Emanuele si sostituiva un collegamento ad esso ortogonale attraverso le attuali via Martucci, piazza Amedeo, via Crispi e via Pontano.
Completata la costruzione del primo nucleo, si iniziò il prolungamento per il tratto compreso tra piazza Amedeo e la chiesa di Santa Teresa a Chiaia. A partire dal 1885, in concomitanza con il Risanamento, questo sarà prolungato mediante una strada che, passando davanti ai settecenteschi Palazzo Carafa di Roccella e Palazzo del Vasto, raggiungerà via Chiaia. Nascerà così il Rione Amedeo..
Sempre nell'ambito della Legge per il Risanamento ed Ampliamento, la fascia a valle del Corso Vittorio Emanuele, originariamente destinata a verde, fu ceduta al barone Treves ed alla Società Veneta e quindi occupata da edifici, sebbene i nuovi proprietari non escludessero di conferire alla zona un carattere spiccatamente residenziale. Su 47.000 m², infatti, solo 12.000 furono utilizzati come suoli edificatori, mentre il resto fu riservato a strade e giardini. La nuova zona residenziale fu chiamata Parco Margherita.
Bisogna tuttavia notare che, quantunque discreta, si trattò comunque di una speculazione edilizia rispetto al piano del 1859, che prevedeva per la stessa zona un'ampia e continua fascia di verde.

### La sistemazione del lungomare e lacolmata

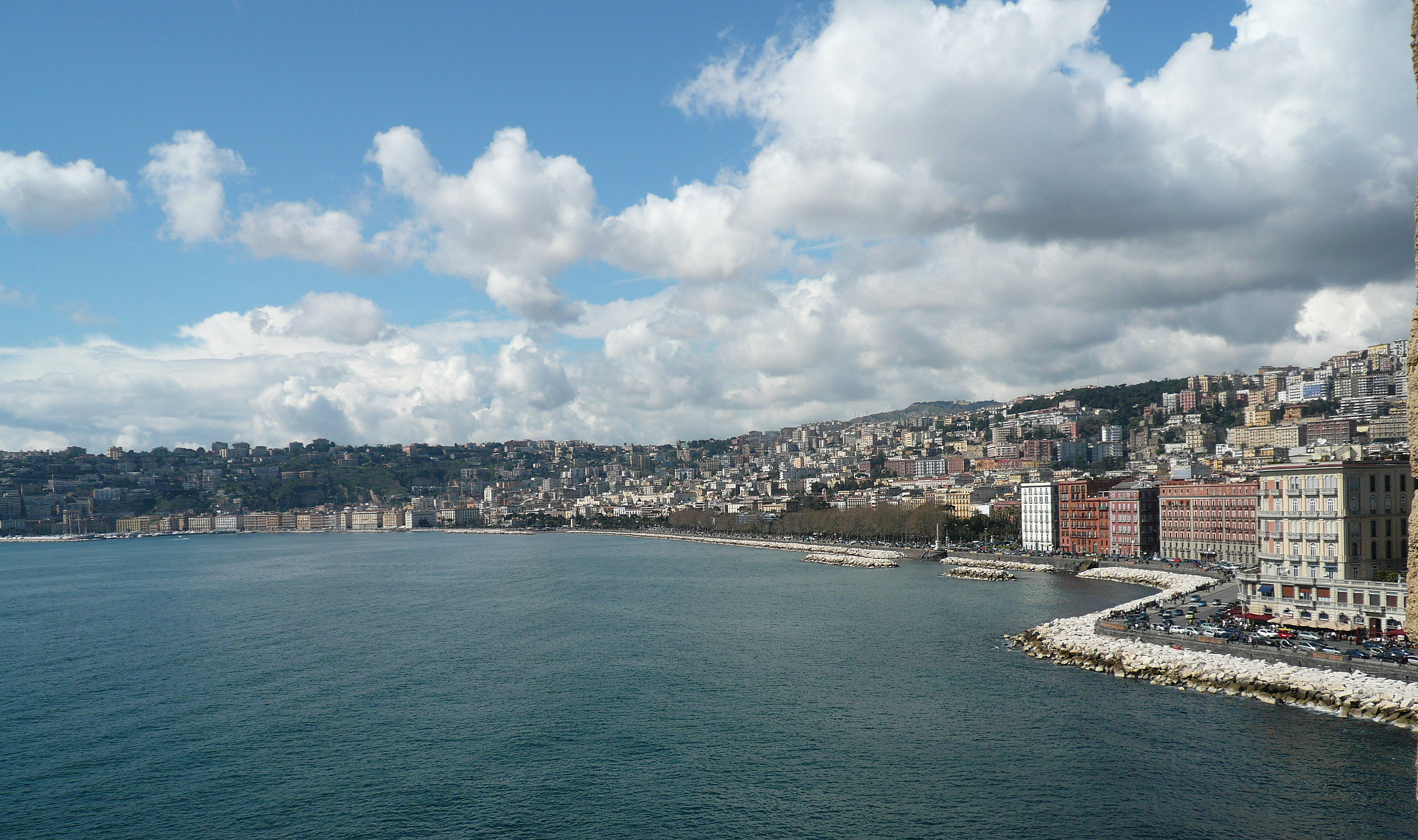
Veduta d'insieme di via Caracciolo da Castel dell'Ovo (considerata uno dei migliori interventi del periodo)

Altro tema ricorrente, e destinato ad essere risolto solo dopo il 1870, era la sistemazione della Riviera di Chiaia, per la quale, sin dal 1858, Gaetano Genovese aveva presentato un progetto che prevedeva il riempimento della spiaggia, l'ampliamento della Villa Comunale e la costruzione di una nuova fascia di palazzi lungo la strada. Il medesimo argomento suscitò anche l'attenzione del Consiglio comunale e di Enrico Alvino, il quale, nel 1862, giunse ad elaborare un organico progetto in cui si proponeva l'ampliamento e la sistemazione della salita del Gigante, di via Santa Lucia, del Chiatamone e la creazione di un lungomare. Il progetto, approvato dalla Giunta (a esclusione, per motivi economici, del tratto tra Piazza del Plebiscito e il Monte Echia), sarà ripreso più tardi fungendo da riferimento nella concessione Du Mesnil.
Nel 1869 una commissione comunale ripropose infatti la questione della sistemazione del lungomare, limitando l'intervento all'area tra Santa Lucia e Mergellina. Dopo una rapida discussione sulle tre offerte presentate, fu accettata quella di Giletta che ripartiva i lavori in due tronchi, uno da Santa Lucia a piazza della Vittoria e l'altro da piazza Vittoria a Mergellina. Il progetto prevedeva la costruzione (mediante colmata a mare e un notevole ampliamento della Villa Comunale) di una strada tra la piazza stessa e Mergellina, la creazione di fognature e di un piccolo porticciolo per marinai (compensandoli così della perdita della spiaggia). La strada sarà poi chiamata via Caracciolo e, per la sua bellezza, si pose come uno degli interventi più positivi realizzato dalle amministrazioni comunali dell'800.
Come contropartita il Gilletta ottenne suoli edificatori intorno a Mergellina e alla Riviera, più un sussidio di un milione e seicentomila lire. Una volta ottenuta la concessione, passò, dietro compenso, l'appalto ai baroni belgi Du Mesnil.
La distruzione del celebre e decantato ambiente naturale suscitò gravi perplessità e infinite polemiche. I lavori per il primo tratto furono completati solo nel 1872, per il secondo, che subì parziali modifiche, solo nel 1883, poco prima che scoppiasse l'epidemia di colera che concentrò tutte le energie sull'opera di risanamento.

## L'epidemia di colera e laLegge per il Risanamento

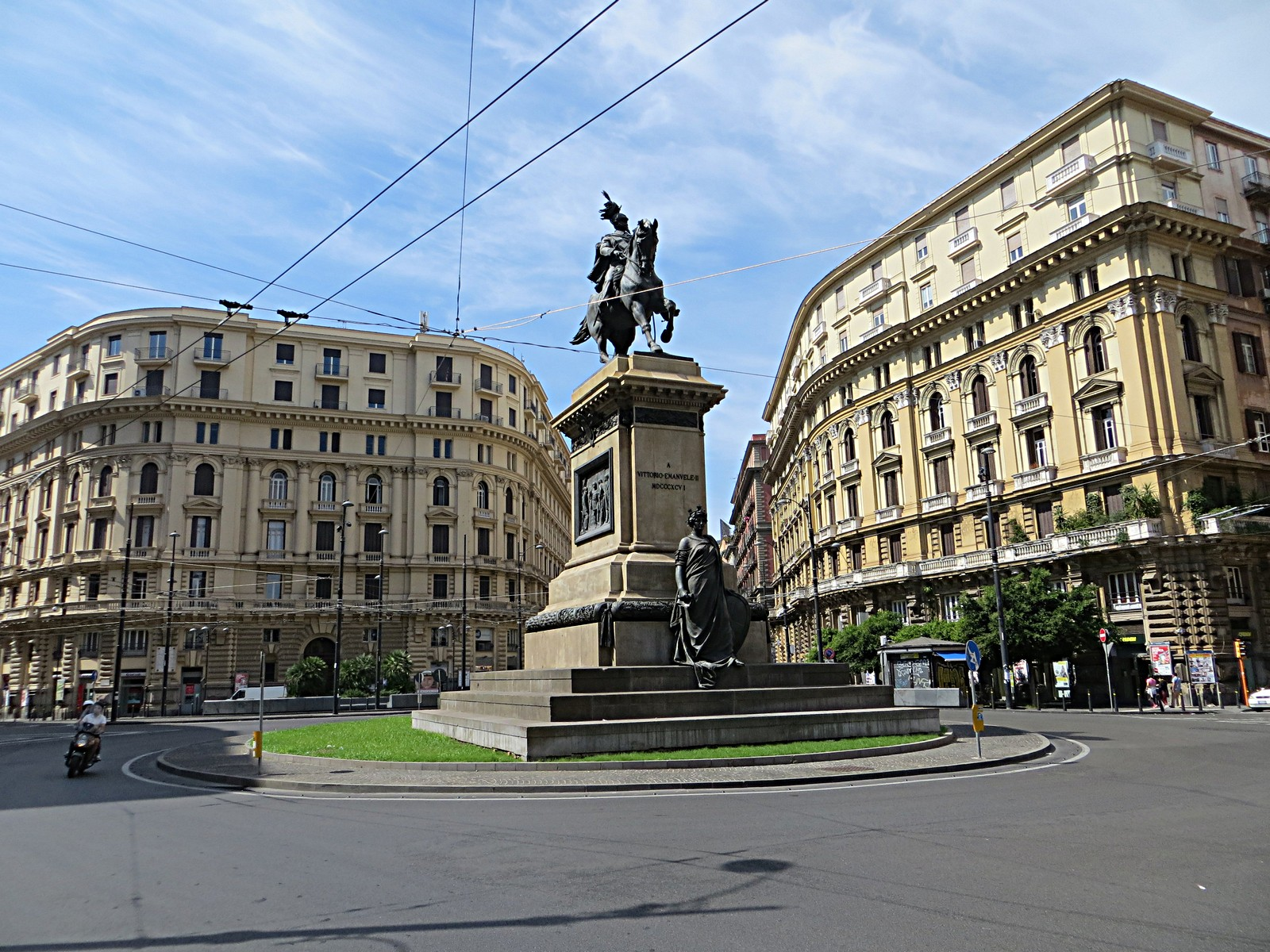
Piazza Giovanni Bovio

Nonostante gli studi e i progetti per una risistemazione urbanistica della città, e nonostante il colera fosse scoppiato ben tre volte in meno di un ventennio (nel 1855, nel 1866 e nel 1873) una nuova epidemia, per mancanza di interventi per risolvere i problemi della congestione dei quartieri bassi e dell'insufficienza della rete fognaria, si diffuse nel settembre 1884 con estrema violenza nei quartieri bassi e propagandosi in misura minore anche nel resto della città. Per la prima volta, sulla scorta dell'emozione provocata nell'opinione pubblica nazionale dalla tragedia, si delineò quindi un intervento governativo che risolvesse definitivamente gli annosi mali della città. Agostino Depretis, Presidente del Consiglio, dichiarò allora solennemente che era necessario "sventrare Napoli" coniando così il neologismo sventramento (ispirato dalla lettura della prima edizione de "Il Ventre di Napoli" di Matilde Serao) che si applicò da quel momento alla principale operazione di bonifica da effettuare; termine che poi fu esteso a tutti gli interventi urbanistici simili compiuti in Italia in quegli stessi anni.
In occasione della visita di Umberto I ai cittadini colpiti dal morbo, si parlò della bonifica dei quartieri bassi. I principali fautori ne erano il ministro degli esteri Pasquale Stanislao Mancini, il sindaco Nicola Amore e Agostino Depretis, principale sostenitore di un radicale sventramento delle zone maggiormente colpite dall'epidemia.
Fu allora che si delinearono i principali interventi da realizzare, tra cui la creazione di un'efficace rete fognaria per eliminare il pericolo dell'inquinamento del suolo per le infiltrazioni delle acque infette. Era inoltre necessario ottenere un'abbondante erogazione d'acqua attraverso l'esecuzione dell'acquedotto del Serino e pianificare lo sventramento e la bonifica dei quartieri bassi, da ottenersi mediante una strada principale dalla stazione centrale al centro cittadino e una rete viaria minore ad essa afferente che favorisse la circolazione verso l'interno della brezza marina; inoltre si auspicava la creazione di un quartiere di espansione a nord della città.
Si trattava, come si è visto, del rilancio di temi ricorrenti da decenni, questa volta imposti dalla gravità cui era pervenuta la situazione igienica. La necessità inderogabile di una bonifica della città e in particolare dei quartieri bassi era avvertita dalla classe dirigente, ma, purtroppo, ogni soluzione al problema era rimasta, per tutte le amministrazioni che si erano susseguite, allo stato di enunciato programmatico, essendone la fase esecutiva perennemente impedita da difficoltà di carattere politico ed economico. La situazione economica era d'altra parte gravissima, dato che il Comune era stato costretto, dopo l'Unità d'Italia, a farsi carico di tutte le spese precedenti al 1860, compreso il passaggio dall'illuminazione ad olio a quella a gas e le spese di esproprio dei terreni di Corso Vittorio Emanuele e Corso Garibaldi. Il problema della sistemazione della rete fognaria non era mai stato adeguatamente affrontato.
Lo stesso Depretis, infatti, affermò: "La questione igienica napoletana è ben conosciuta e non occorre inchiesta, invece bisogna seriamente studiare la parte edilizia e quella finanziaria per conciliare la trasformazione delle abitudini popolari e le nuove fabbricazioni con la libera industria e perciò occorre il parere di uomini tecnici competenti anziché di uomini politici".
Il 19 ottobre 1884 Adolfo Giambarba (futuro responsabile dell'elaborazione dei progetti) presentò al sindaco un progetto accompagnato da relazione e computi metrici, nonché da dati statistici circa lo stato dei fabbricati, la destinazione del suolo e delle abitazioni, per il risanamento dei quartieri bassi e l'ampliamento ad oriente della città. L'elaborato era stato eseguito in soli quindici giorni, e, come rileva lo stesso autore "non avrebbe potuto recarsi ad effetto, senza il corredo di tutti gli studi parziali che le successive amministrazioni comunali hanno sempre preparato, tanto mercé pubblici concorsi che per opera di questa Direzione tecnica". Il Giambarba aveva infatti partecipato già nel 1871 al concorso per il piano regolatore, proponendo un rettifilo secondo quanto già previsto da Enrico Alvino nel 1868, per la strada tra la Stazione ferroviaria e il centro cittadino.
Il progetto di Giambarba polarizzò l'attenzione del Consiglio comunale e dell'opinione pubblica: in esso, la bonifica era perseguita attraverso una strada rettilinea - che sventrava i quartieri Porto, Pendino e Mercato - con inizio in via Medina, al suo incrocio con via San Bartolomeo, ove si creava una piazza ottagonale da cui partiva una strada verso via Toledo. Lungo il suo percorso erano previste sedici strade ortogonali ed altre parallele ad esse, dando luogo ad una trama viaria che incideva su buona parte del tessuto urbano preesistente; si prevedeva, inoltre, un ampliamento della zona portuale tramite colmate.
In Piazza Garibaldi una strada, simmetrica al Rettifilo, si congiungeva a via San Giovanni a Carbonara, risalendo la zona della Duchesca, mentre una terza, centrale, mediante due tratti rettilinei, raggiungeva Forcella e il largo delle Crocelle ai Mannesi.
Per le strade afferenti a Piazza Garibaldi era prevista un'ampiezza di 30 metri e una fascia di esproprio di 50 metri mentre per le traverse del Rettifilo una larghezza di 12 metri; il livello del piano stradale era innalzato di 3 metri e mezzo, adoperando il materiale delle demolizioni, onde costruire una nuova rete fognaria. A completare il disegno del nuovo piano, il Corso Garibaldi era prolungato sino all'Albergo dei Poveri, e da qui nasceva "un altro aggiustamento tripartito che serve da rete principale per il nuovo quartiere". Per l'ampliamento, infatti, il piano prevedeva un quartiere a oriente, suddiviso in tre rioni, compreso tra la piazza antistante l'Albergo dei poveri, corso Garibaldi prolungato sino a via Foria, Borgo Loreto e una linea spezzata che seguiva il percorso del muro finanziere. Altri più piccoli quartieri erano disposti lungo le colline. Bonifiche di minore entità erano previste a Borgo Loreto, a Santa Brigida e a Santa Lucia, ove, con la demolizione dell'arsenale, si auspicava una strada in litoranea e un ampliamento del quartiere.
Altre polemiche nacquero poi circa la ristrutturazione del sistema fognario, ma finalmente, nel giugno del 1884, la proposta di Giambarba fu approvata e, il 17 febbraio 1885, confermata. Il 10 maggio dello stesso anno si ottenne un altro importante risultato ai fini del risanamento cittadino, con l'inaugurazione dell'acquedotto del Serino.

### Lavori preparatori della legge

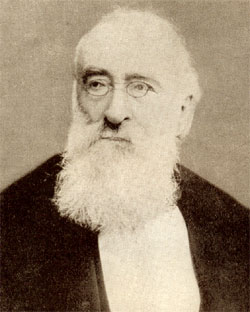
Agostino Depretis, presidente del Consiglio dei ministri del Regno d'Italia di allora, autore della celebre frase «Bisogna sventrare Napoli!»

Il 27 novembre 1884 il presidente del consiglio Agostino Depretis presentò alla Camera dei deputati un disegno di legge in quindici articoli costituenti i "Provvedimenti per Napoli"; l'esame di essi fu affidato ad una commissione che, il 18 dicembre, presentò in Parlamento una relazione redatta da Rocco de Zerbi, per uno schema base in diciannove articoli che parzialmente modificati costituirono la "Legge per il Risanamento della città di Napoli", promulgata il 15 gennaio 1885
Il primo articolo di legge sanciva chiaramente il carattere pubblico dell'intervento ("Sono dichiarate di pubblica utilità tutte le opere necessarie al risanamento della città di Napoli, giusto il piano, che in seguito a proposta del Municipio sarà approvato per regio decreto") la cui esecuzione (senza specificarne l'entità) si affidava al Municipio. Negli articoli successivi (da 5 a 7) si precisavano gli aspetti finanziari dell'operazione e si autorizzava l'emissione di titoli speciali, ammontanti a 100 milioni di lire, per sovvenzionare l'intervento. Negli articoli 8 e 9 si ribadiva la diretta partecipazione dello Stato: il Ministero dell'Interno avrebbe dovuto approvare i contratti di esproprio, l'esecuzione dei lavori e gli atti stipulati dal Municipio. L'articolo 13 chiedeva di abbreviare i termini stabiliti per gli espropri dalla legge 1865, mentre l'articolo 16 conferiva ampi poteri al sindaco di Napoli per il primo biennio di approvazione della legge.
L'impostazione generale dell'intervento fu esposta da Nicola Amore nella seduta del 19 gennaio 1885, in cui egli confutò l'accusa di aver favorito l'acquisto di suoli nella parte orientale della città da parte della società Geisser, e di essersi messo in contatto con banche non napoletane: "è vero che parecchie di esse, quelle di Torino in particolare, mi han chiesto in parte o in tutto la concessione dei lavori di bonificamento. Io, nel dichiarare a tutti che non ero in grado di assumere nessun impegno, non ho mancato di far comprendere le idee principali che avrebbero dominato la nostra azione, vale a dire di voler fare dei grandi cottimi, a tutto rischio e pericolo degli assuntori entro i limiti della spesa preveduta nella legge del Parlamento. E poi vigilanza, e suprema autorità pe' disegni e pel modo di costruzione. Mi furono fatte proposte anche da case bancarie di Londra e di Parigi; ho risposto che non assumevo impegni prima d'aver fatta la mia relazione al consiglio, e di averne ottenuta formale autorizzazione. Mio intendimento, ed intendimento comune a tutti voi, si è che anche nel modo di eseguire i lavori dobbiamo preferire il bene di Napoli; e saremmo felici se in questa città si potessero associare capitalisti napoletani, forti abbastanza per assumere la concessione".
Suggerì quindi di prendere in esame in particolar modo tre progetti: "Un primo, che si ricollega all'antico progetto del rettifilo fra la Piazza del Municipio e la Stazione Centrale. Un secondo, che non è nuovo del tutto e ricorda quello di Alvino del 1874 ed è presentato dagli ingegneri municipali. Vi sarebbe un rettifilo tra via Medina e la ferrovia, al quale metterebbero capo 14 o 15 strade traverse, ed in tal modo tutti i fondaci resterebbero abbattuti. Il terzo progetto è dell'ing. Breda, con questo progetto il rettifilo non partirebbe da via Medina ma da Piazza Municipio".
Per l'esame dei numerosi progetti e proposte che arrivavano al Municipio, fu nominata un'apposita commissione, composta da membri della giunta e da consiglieri, che nella prima giunta fissò i criteri generali d'indagine; si precisò inoltre che, nonostante la situazione fosse drammaticamente precipitata, occorreva avvalersi delle esperienze e degli elaborati precedenti "que' progetti, venivano fuori in un'epoca meno nefasta, quando si aspirava più alla Napoli bella che alla Napoli sana. Oggi invece il concetto fondamentale è il risanamento: l'edilità si presenta essa pure, ma in seconda linea nella nostra considerazione; noi dobbiamo principalmente guardare all'altimetria, al sottosuolo, agli scoli, ed a tutto ciò che si riferisce all'igiene, più che por mente alla parte edificatoria".
Era perciò immediatamente da affrontare la situazione igienica, cui doveva essere subordinata ogni possibile soluzione, il che, d'altra parte, non escludeva di vagliare attentamente tutte le indicazioni pervenute e l'eventualità di soluzioni alternative sia per i quartieri bassi che per quelli d'ampliamento: "La fonte principale de' nostri guai è il sottosuolo di questa città. Noi non giungeremo a redimerci dai fomiti permanenti d'infezione se non quando avremo bonificato il sottosuolo elevandone il livello, ed impedendo che vi arrivi il materiale infetto; dunque, il cardine del nostro problema è la fognatura".

### Formazione di tre sottocommissioni

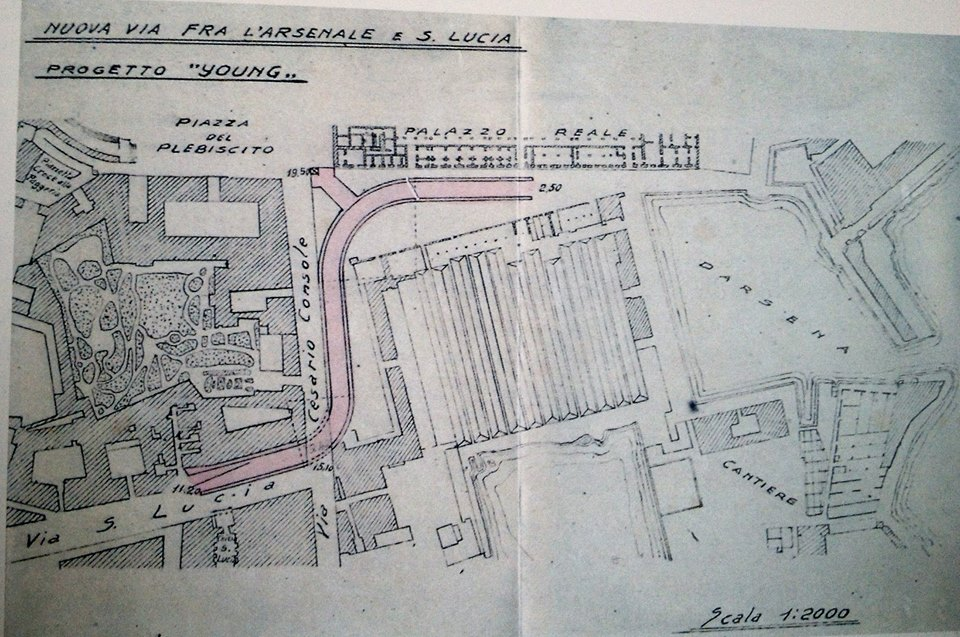
Progetto di Lamont Young di una nuova strada che collegava Santa Lucia ed il Molosiglio

In base a tali premesse, furono formate tre diverse sottocommissioni: per il diradamento dei quartieri bassi, per i quartieri d'ampliamento e per il sistema fognario.
Le commissioni oltre al parere di Adolfo Giambarba ascoltarono quello di numerosi esperti, fra cui Angelo Carelli, Equizio Mayo, Folinea, Falco e Brunly, l'Associazione Monarchica, Lamont Young.
- Angelo Carelli concordava, in linea di massima con il piano municipale, ma ad un unico rettifilo sostituiva un sistema di quattro strade convergenti in una piazza; suggeriva inoltre d'innalzare il suolo di tre metri e di mantenere nella loro sede la maggior parte degli abitanti legati alle attività marinare.
- Folinea riununciava all'innalzamento dei quartieri e si rifaceva al vecchio piano di bonifica dei fondachi.
- Lamont Young, autore di un grandioso progetto di ferrovia metropolitana, estesa all'intero perimetro cittadino ed a zone allora ancora extraurbane[17], ribadiva la sua convinzione sull'inutilità di un costoso sventramento globale se, sincronicamente, non si fosse conseguito il decentramento degli abitanti, da ottenersi non attraverso nuovi quartieri, ma avvicinando quelli già esistenti nei dintorni della città mediante un'efficiente rete di comunicazioni ferroviarie. Egli, poneva al centro del suo progetto una variante per i quartieri bassi che comportava una linea ferroviaria al centro di una grande strada in doppia curva, da Piazza Municipio alla stazione centrale di Piazza Garibaldi.
- Mayo poneva invece come obbiettivo principale riequilibrare la popolazione dei quartieri bassi con quella dei rimanenti quartieri, spostando 60.000 abitanti e demolendo 120.000 m² di abitazioni, prevedendo inoltre due strade principali e otto di raccordo alla Marina.

Al termine dei lavori fu stilata una relazione, da cui risultò che si era favorevolmente orientati verso il progetto del Giambarba, ed in cui si stabiliva che solo affrontando unitariamente la bonifica dei quartieri Porto, Pendino, Mercato e Vicaria si poteva procedere in maniera organica all'innalzamento del livello del suolo, che fu fissato come previsto a 3,50 m, affinché in futuro nessuna abitazione si trovasse ad una quota inferiore ai 3 m sulle acque sotterranee. Si proponeva inoltre il prolungamento di Corso Garibaldi fino a via Foria all'altezza dell'Albergo dei Poveri, dal quale partiva un tridente di strade, così come un altro tridente di strade (una delle quali, in rettifilo, attraversava i quartieri bassi fino a Piazza di Porto, dove si biforcava raggiungendo Piazza Municipio e via Monteoliveto) partiva da Piazza Garibaldi. Tra il Rettifilo e la Marina dovevano aprirsi numerose strade minori, allargando e prolungando quelle già esistenti; in particolare si chiedeva di creare una comunicazione tra la Marina e Piazza San Domenico, come poi fu effettuato ampliando via Mezzocannone e via Porta di Massa. Due traverse in diagonale (che poi non furono realizzate) erano previste tra la nuova piazza, all'incrocio del rettifilo con via Duomo, piazza Mercato e l'altura dell'università. Si proponeva infine la bonifica del Borgo Loreto, del Lavinaio e dei vicoli tra il Mercato e Forcella mediante traverse ortogonali alla struttura viaria esistente.
La sottocommissione allargava inoltre il campo dei propri interventi alla stessa Piazza Municipio (ove si prevedeva la demolizione delle fortificazioni vicereali sorte intorno al nucleo aragonese del Maschio Angioino) ed alla zona di Santa Brigida, dove in seguito sarà effettivamente costruita la Galleria Umberto I.
Non fu invece realizzata la proposta della sottocommissione per l'ampliamento, anche se ne furono approvate le conclusioni. Essa indicava un'espansione ad occidente piuttosto che a oriente, perché "la popolazione napoletana ha sempre prescelto per luogo di sua dimora la parte occidentale e le colline, ed è andata fabbricando i suoi opifizi verso oriente, e noi vi proponiamo di estendere ancora di più la parte abitabile della città verso occidente e sulle colline, e di lasciare la parte orientale ai grandi stabilimenti industriali e alle industrie di ogni sorta, comprese quelle così dette insalubri, le quali si vorrebbero allargare nei punti più lontani. Poiché le nostre colline, amenissime e saluberrime ad un tempo, offrono tanto alle loro pendici che nei loro altipiani, terreni adattissimi per case di abitazione, la sottocommissione vi propone che esse siano prescelte come il posto più adatto per l'ampliamento della città, senza però tralasciare quei luoghi che stando sul piano si trovano in buone condizioni igieniche, mentre la parte orientale della città che è meno salubre ed è più vicina alla marina, al porto, ed alla stazione della strada ferrata può e deve essere destinata, dopo opportuni lavori di bonificazione ad uso esclusivo delle nostre industrie"; si consigliavano infine espropriazioni su larga scala per consentire non solo il diradamento dei quartieri bassi, ma anche in altre zone della città.
Gli orientamenti delle sottocommissioni furono discusse in Consiglio comunale nelle sedute del 10 e dell'11 febbraio 1885, in cui si decise di conferire agli uffici tecnici municipali l'incarico del progetto esecutivo di massima per lo sventramento dei quartieri bassi, l'ampliamento della città e la creazione del nuovo sistema fognario.

### Considerazioni tecniche

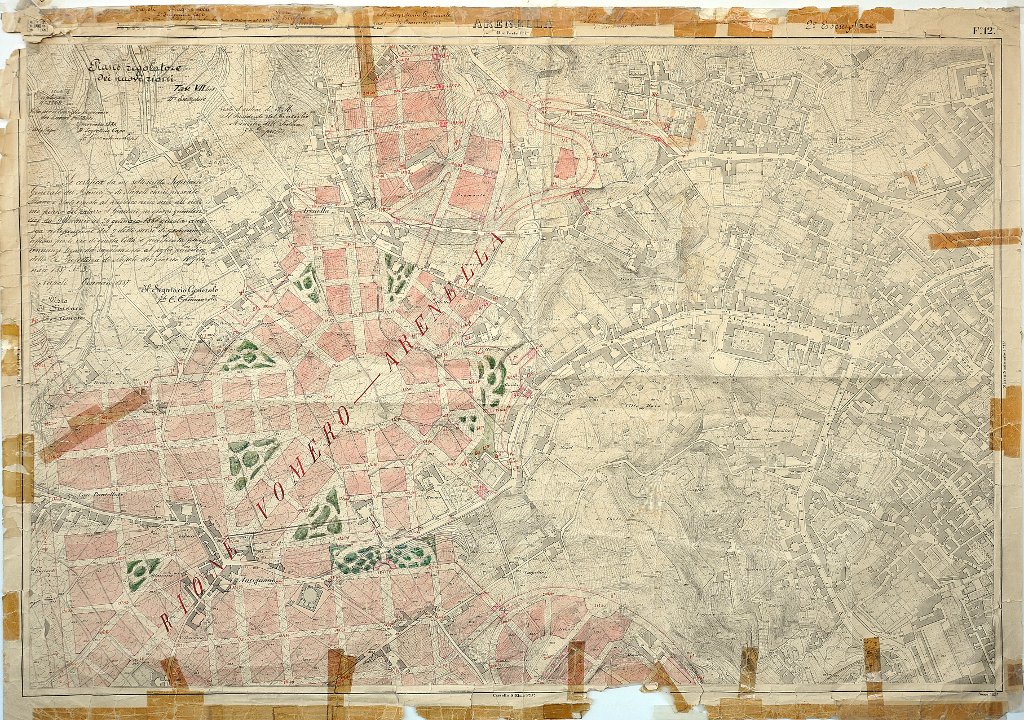
Tavola Schiavoni n.12: progetto del nuovo rione Vomero-Arenella

Una volta eseguito il progetto esecutivo di massima per il risanamento delle sezioni Porto, pendino Mercato e Vicaria, esso fu sottoposto all'approvazione del Governo, il quale, attraverso il Consiglio Superiore dei lavori Pubblici, richiese alcune delucidazioni, che furono fornite dall'ingegner Giambarba. In particolare, vi erano perplessità circa la somma necessaria per l'operazione: i 100 milioni stanziati dalla legge apparvero subito insufficienti per tutte le opere previste dal progetto. Nicola Amore riportava così le due obiezioni sollevate nel Governo: "con la prima si è preteso che il nostro bonificamento non debba circoscriversi ai soli quartieri ove più infieriscono le epidemie, ma estendersi a tutta la città; con la seconda si è osservato che ad eseguire tutto ciò che noi avevamo progettato occorressero molti milioni al di là dei cento conceduti dalla legge del 15 gennaio".
Il 25 luglio fu emanato un decreto regio che approvava l'ampliamento in dieci rioni dell'abitato (Arenaccia, Sant'Eframo Vecchio, Ottocalli, Ponti Rossi, Miradois, Materdei, Vomero-Arenella, Belvedere, prolungamento Rione Amedeo) e due rioni suburbani, ma non faceva riferimento al piano di risanamento sussistendo dubbi circa la soluzione delle esigenze igieniche e la copertura della spesa. Si diede pertanto incarico specifico all'ufficio tecnico ad approfondire i punti che suscitavano dubbi nel governo e ai quali forse non si era data abbastanza importanza, a causa del breve lasso di tempo trascorso tra le proposte del Municipio e la legge del gennaio 1885. L'ufficio tecnico si dedicò pertanto all'attento esame delle questioni sollevate, calcolando che la spesa, comprensiva del catasto parcellare, non avrebbe superato i 78 milioni di lire, e attuando parziali modifiche al progetto originale, che tuttavia rimase sempre fedele ai criteri di base su cui era stato creato: demolizione dei fondaci e dei labirinti peggiori e creazione di un rettifilo (il cui percorso aveva però subito alcune rettifiche, con la riduzione della larghezza da 30 a 27 metri, il progetto di due grandi piazze, dopo la seconda delle quali il rettifilo si sarebbe biforcato: da una parte verso piazza Municipio, dall'altra verso via Medina).
Il progetto fu quindi inviato al Governo che, con decreto del 7 gennaio 1886, lo approvò riservandosi la facoltà di decidere l'ordine della successione dei lavori, di poter richiedere l'apertura di nuove strade o l'allargamento di altre, e di poter stabilire modifiche lungo la via Nuova Marina onde poter disporre delle aree portuali, e soprattutto, di assumere il controllo dei piani parcellari. Non essendo i piani parcellari ancora stati approvati, ciò generava un'ulteriore fase di stallo, risolta dall'intervento diretto di Giambarba.
Le nuove richieste portarono ad un aumento di 15 milioni sui 78 richiesti; la cifra fu inserita nel bilancio, ma annullata conferendo un valore maggiore ai suoli di risulta.

### La speculazione sui suoli e il capitolato
Fu allora denunciato, per la prima volta e già prima dell'inizio dei lavori, l'effetto della legge 1885: essa aveva provocato a Napoli una speculazione sui suoli fino ad allora sconosciuta. Il consigliere Arlotta enfaticamente dichiarò: "Dopo l'invasione colerica e l'iniziativa del Municipio per combattere le cause di tanta sciagura, la speculazione di tutta Italia si è riversata sulla Città di Napoli. La speculazione che a volte ha colpito i valori dello Stato, altre il debito pubblico, oggi ha preso di mira i suoli edificatori". E il Giambarba confermando, aggiunse: "La febbre dell'acquisto dei terreni su larga scala ha invaso gli speculatori, si sono comprati fondi decuplicandone il valore e ciò doveva menare ad un aumento sensibile nei prezzi di rivendita delle aree edificabili".
La speculazione e la possibilità di imponenti lavori avevano del tutto trasformato il mercato edilizio napoletano: grosse società immobiliari avevano, infatti, intuito la possibilità di proficui investimenti, generando negli amministratori cittadini il timore di superare le spese previste, dal momento che gli espropri costituivano la voce passiva di maggiore entità.
Essendo stati i cento milioni previsti dalla legge dilazionati in dodici rate annuali, sarebbe stato logico considerare il valore delle espropriazioni al momento dell'erogazione delle rate: ciò era però improponibile, a causa del continuo aumento di valore dei suoli. Era impossibile avere elementi certi di valutazione, né d'altra parte, si poteva contrarre un nuovo prestito che anticipasse la sovvenzione da parte dello Stato, poiché una simile situazione avrebbe comportato il pagamento di interessi che avrebbero gravato con nuove tasse sui contribuenti napoletani.
Era dunque necessario un solo concessionario che si assumesse i tre punti essenziali dell'opera (espropriazioni, proprietà dei suoli, nuove costruzioni) con tutti i rischi che comportavano: le espropriazioni potevano superare i cento milioni (senza contare i lavori per le fognature); era richiesto un rapido svolgimento, poiché il rimborso era previsto in 10 anni; era necessario, evidentemente, cedere al concessionario i suoli di risulta per le nuove costruzioni, al fine di consentirgli di ricavare un utile dai lavori.
Il concessionario prescelto doveva inoltre coincidere con una società anonima "potente e vigorosa", di cui si sperava facessero parte finanziatori locali, che possedesse il capitale iniziale di 30 milioni necessario per cominciare le espropriazioni. Un rigoroso capitolato avrebbe cautelato i rapporti tra il Comune e la società, al fine di salvaguardare gli interessi dei proprietari dei fabbricati da espropriare.
Per evitare che il concessionario costruisse prima nei nuovi quartieri, dove il guadagno era certo e non vi erano fabbricati da espropriare (nella realtà si verificherà proprio l'opposto, costruendo nelle zone centrali e trascurando le aree di ampliamento), il Comune si impegnava a controllare che fossero edificate abitazioni economiche nel quartiere orientale, secondo quanto già previsto da Ferdinando II.
Si giunse così al capitolato in 40 articoli: nei primi due si chiariva che la concessione comprendeva l'esecuzione dell'intero progetto, nel quarto si sanciva la costruzione di edifici in tutti i suoli fabbricabili e l'esecuzione di opere pubbliche, nell'ottavo si definiva lo stile degli edifici da costruire: "si è creduto utile imporre che tutti gli edifici siano conformi all'importanza della contrada dove sorgono e che i tipi di facciata siano coordinati tra loro; soggiungendo, inoltre, che le facciate degli edifici che dovranno costruirsi nelle quattro piazze principali comprese nel piano e di quelli del rettifilo debbono essere decorate ed armonizzate euritmicamente fra loro. All'uopo il concessionario dovrà contemporaneamente presentare tutti i disegni dei detti edifici all'approvazione municipale".
Nel capitolato si passava poi a considerare le opere in dettaglio, si fissava il termine dei lavori in 10 anni (articolo 16) a decorrere dai mesi successivi all'approvazione, da parte del Governo, del contratto di concessione. Nell'articolo 14 il Municipio si riservava la facoltà di prelevare dai suoli di risulta 15[???] m² di suolo per destinarli ad edifici scolastici, asili, ed altre opere pubbliche. Nell'articolo 30, infine, è fatto obbligo al concessionario di denunciare l'eventuale ritrovamento, durante gli scavi, di oggetti o ruderi di qualsiasi epoca che potessero rivestire un interesse storico-artistico; nel caso gli oggetti fossero inamovibili, si disponeva la sospensione dei lavori, nel caso contrario, essi avrebbero trovato posto in un museo appositamente approntato a Donnaregina. Quest'ultimo articolo, trovò, come si vedrà più avanti, un'applicazione molto relativa. La relazione della Giunta è del 2 marzo 1887, sindaco era ancora Nicola Amore.

## Galleria d'immagini

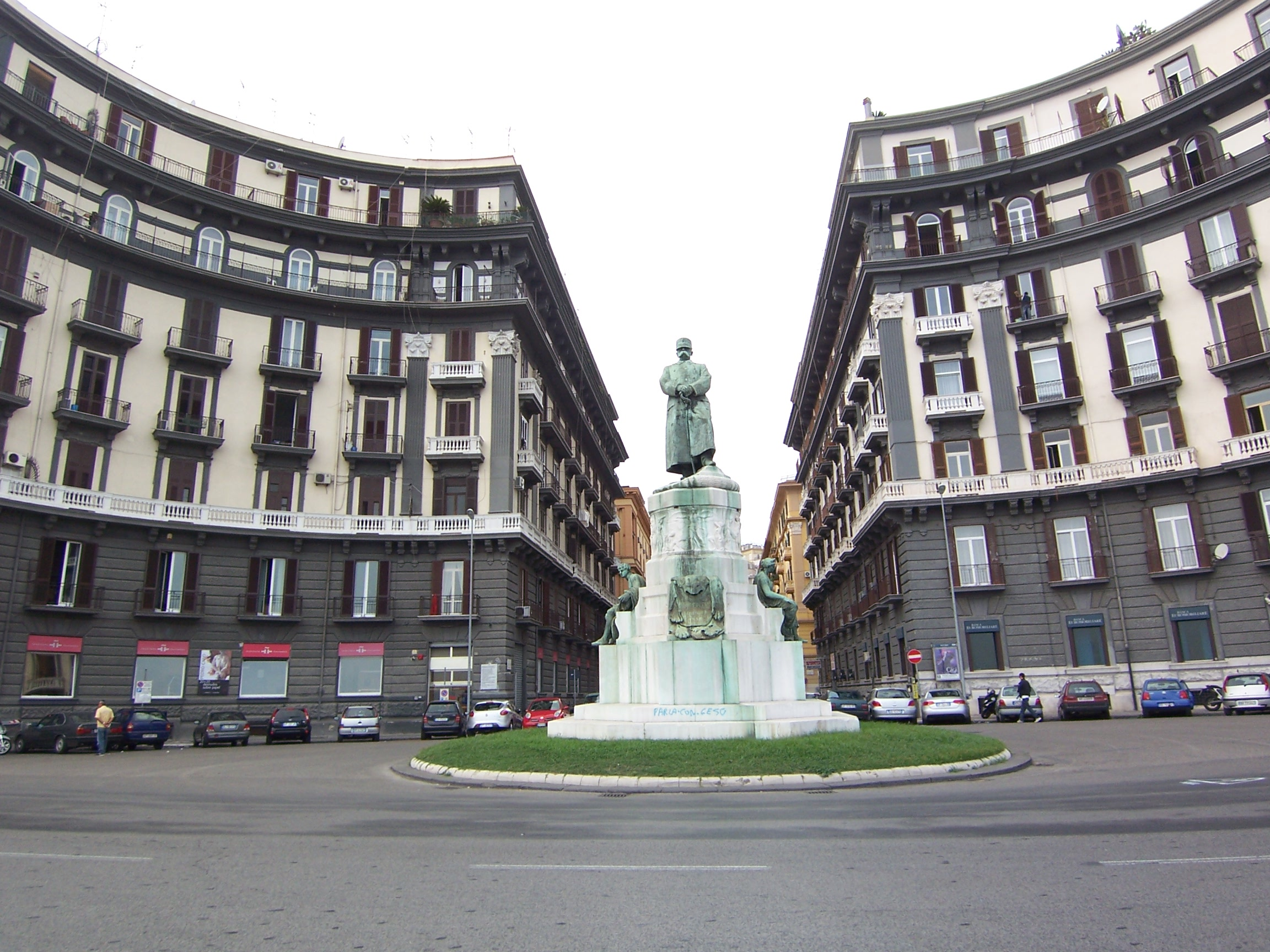
Monumento a Umberto I in Largo Nazario Sauro
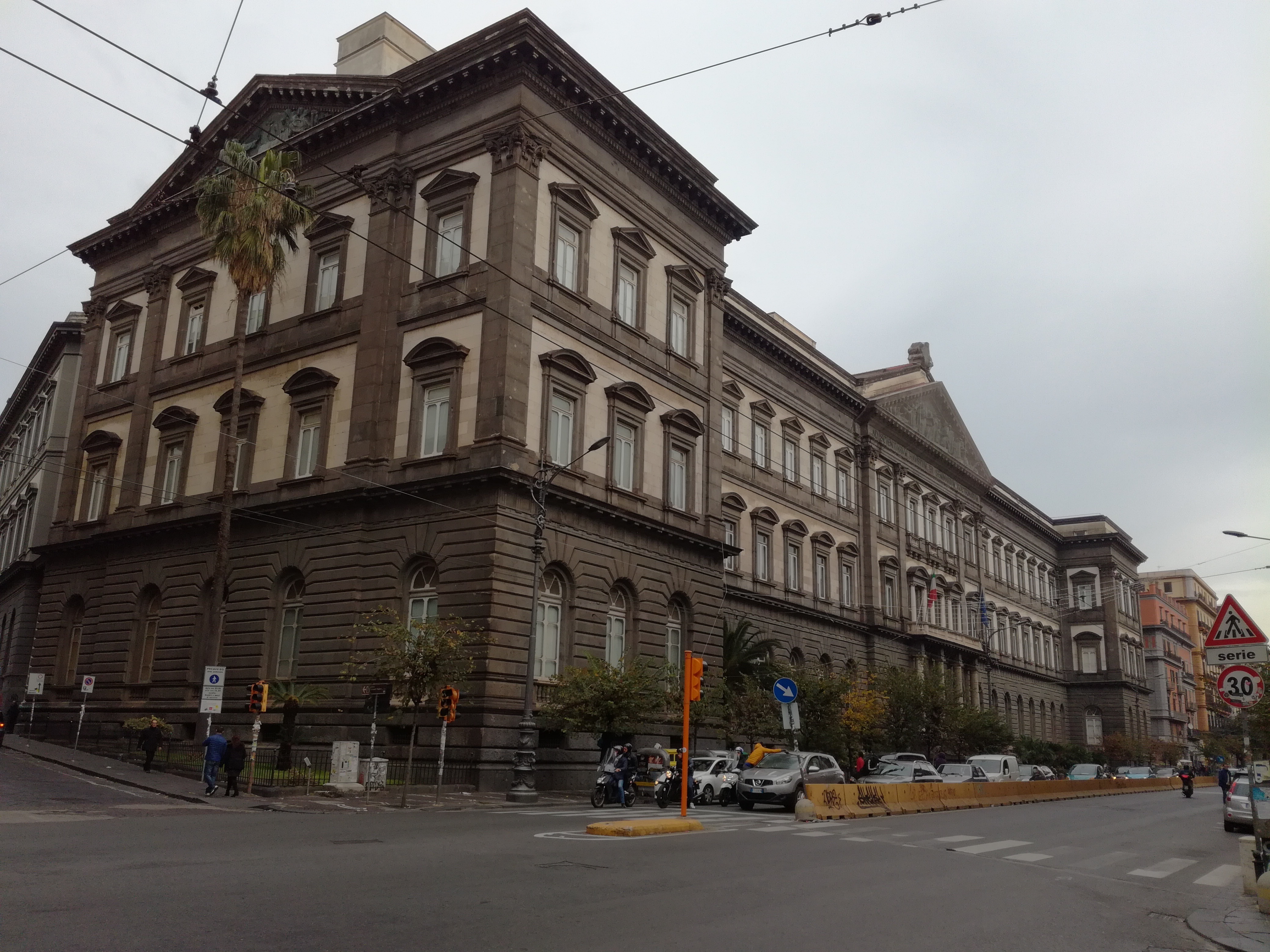
L'edificio della Facoltà di Giurisprudenza dell'Università Federico II
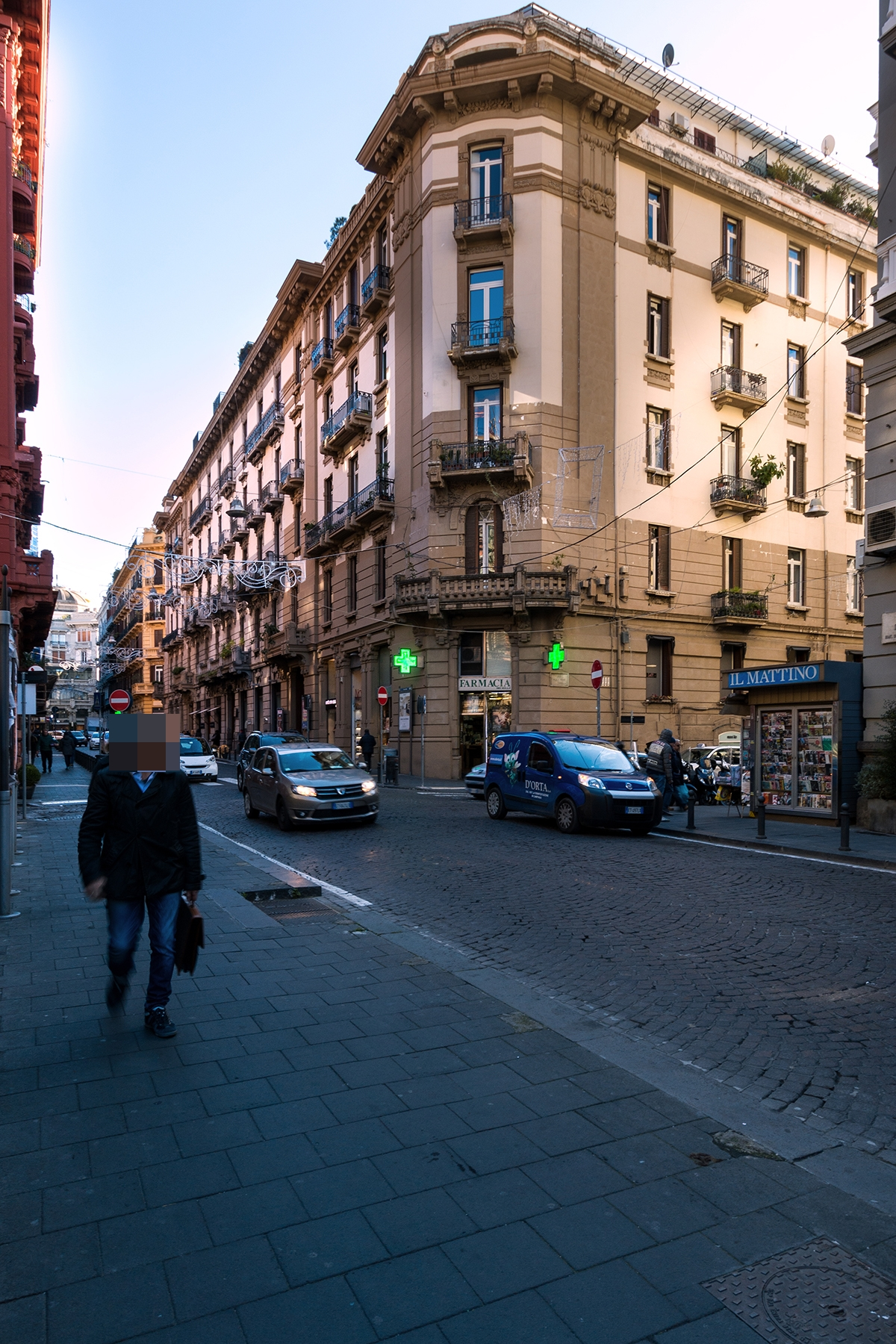
Via dei Mille verso palazzo Mannajuolo
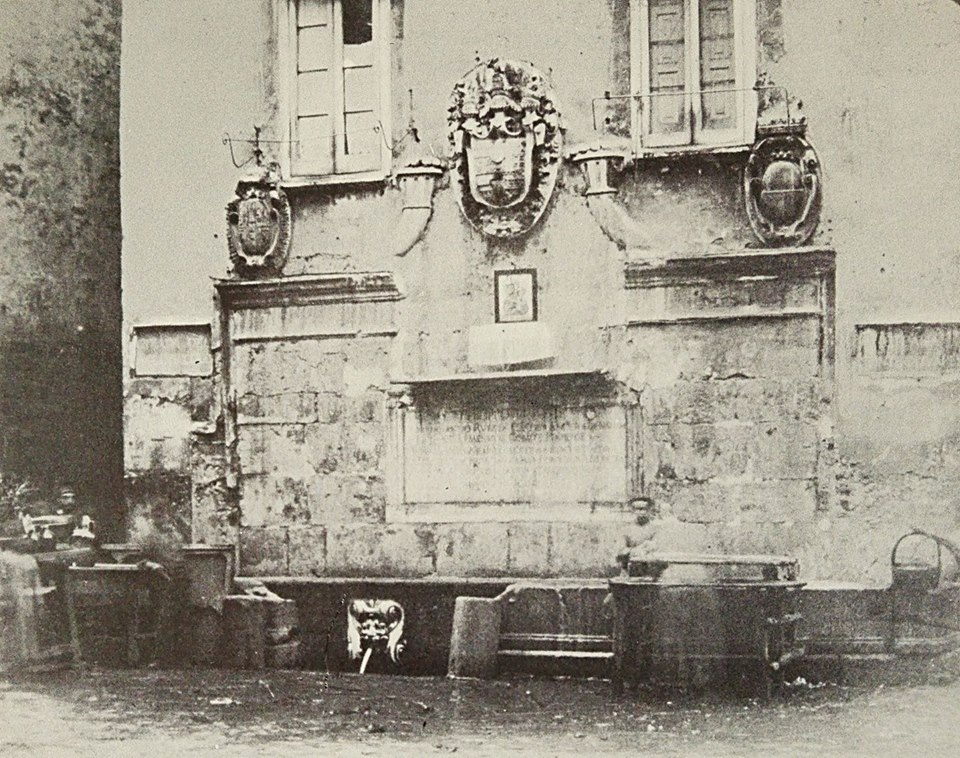
Fontana dell'Aquaquilia nella zona di Porto Basso, demolita durante il periodo del Risanamento
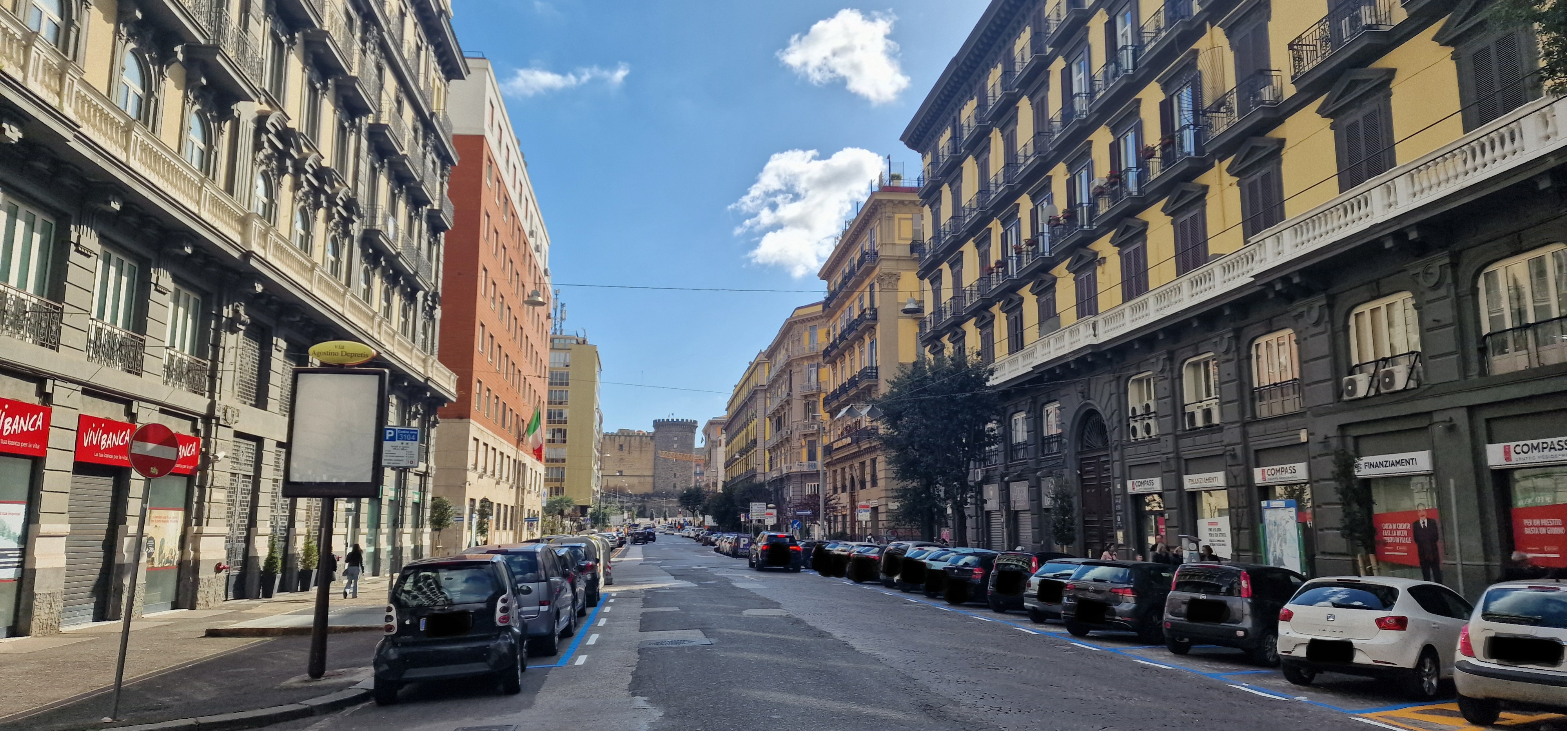
Via Agostino Depretis verso il Maschio Angioino
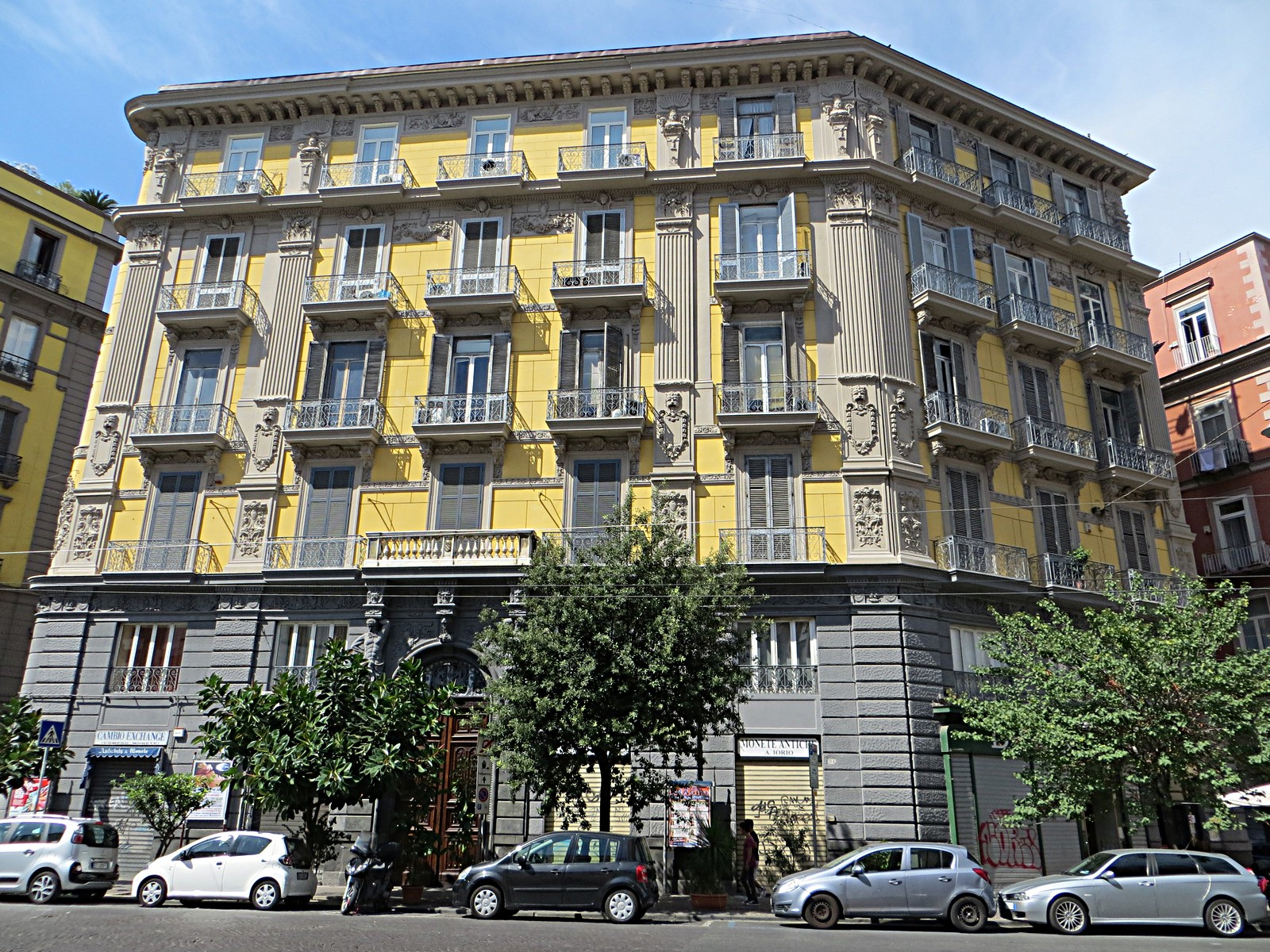
Particolare di uno dei palazzi tipici del periodo in via A. Depretis
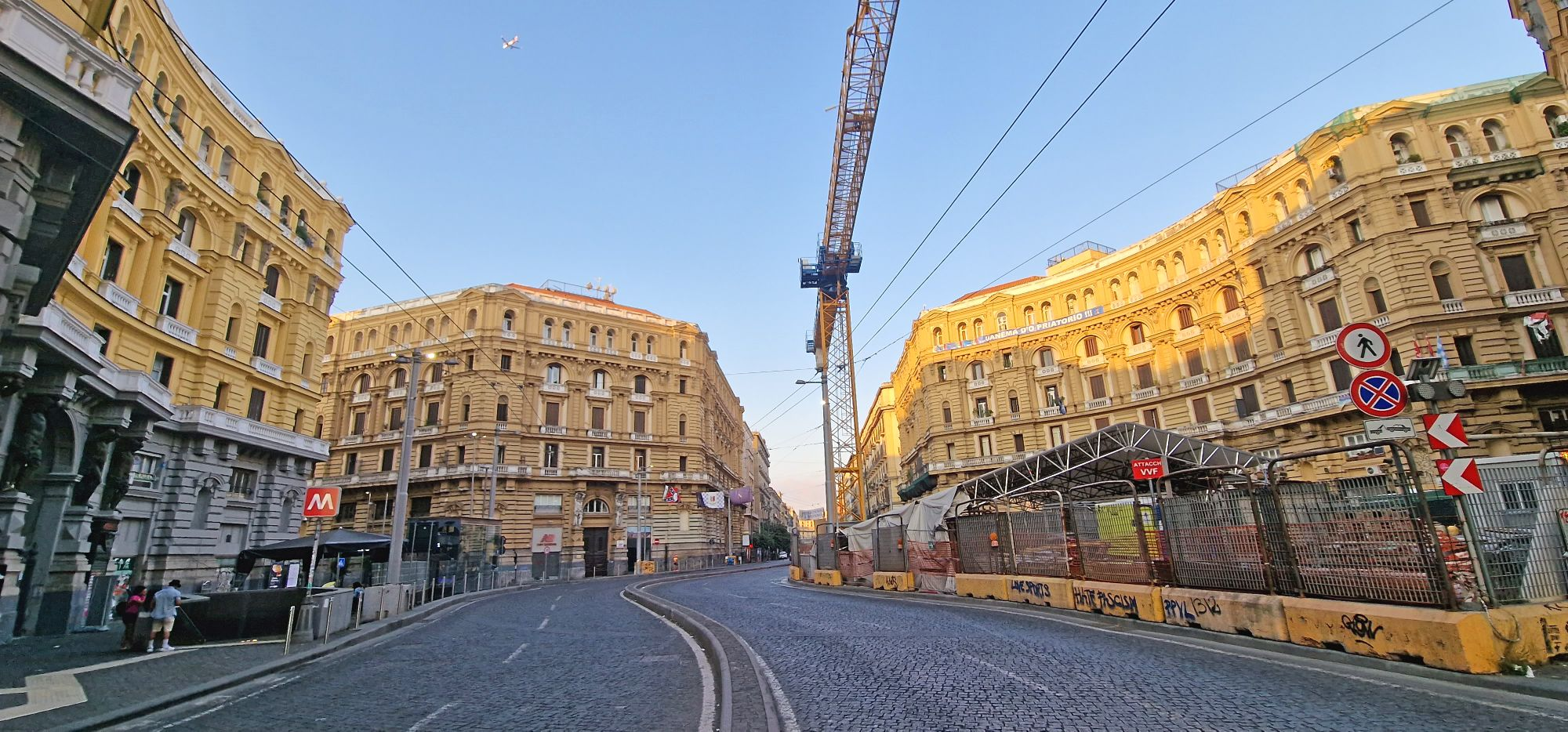
Piazza Nicola Amore (detta i quattro palazzi)
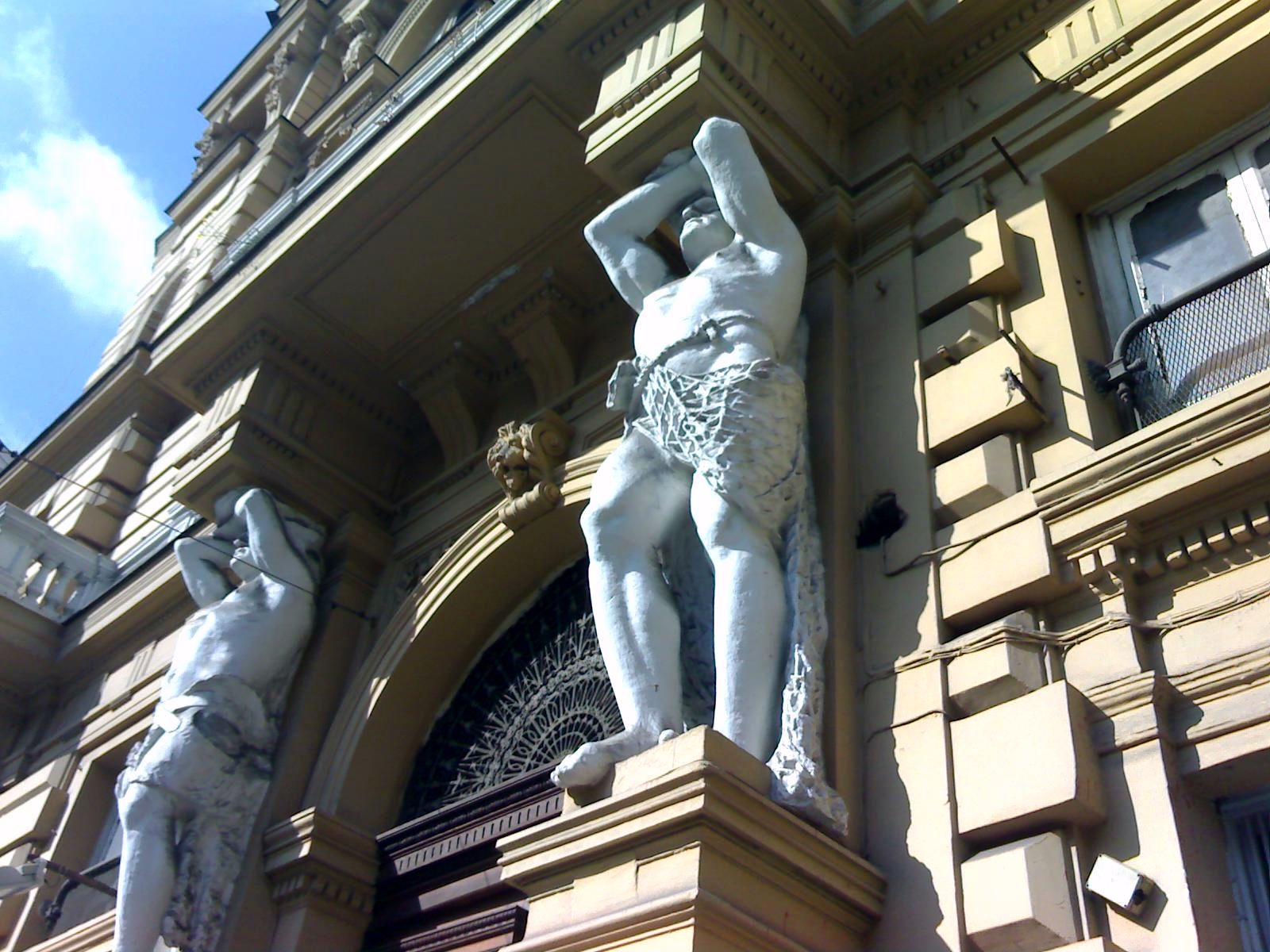
Particolare di una delle quattro coppie di telamoni di piazza Nicola Amore
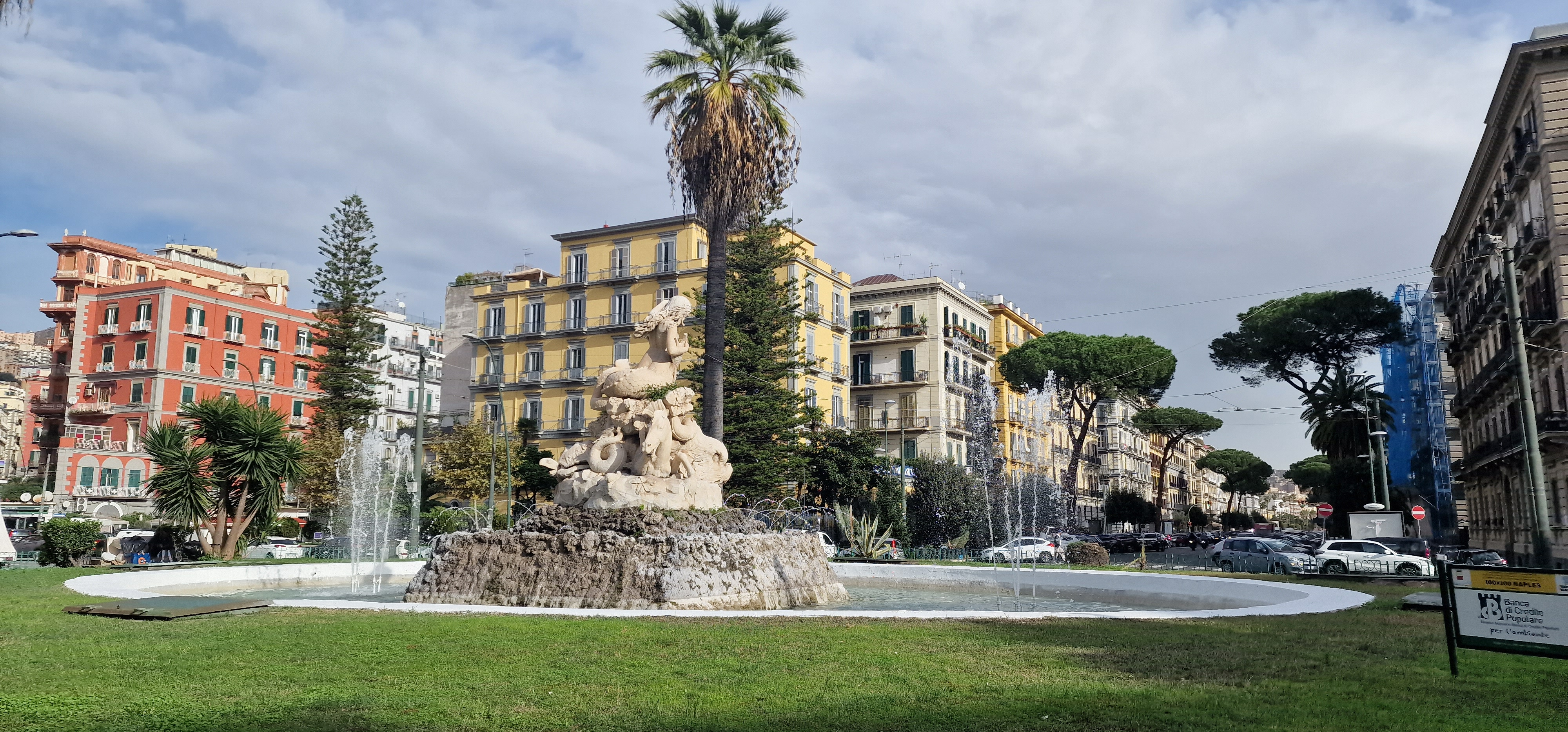
Piazza Sannazaro verso Viale Elena
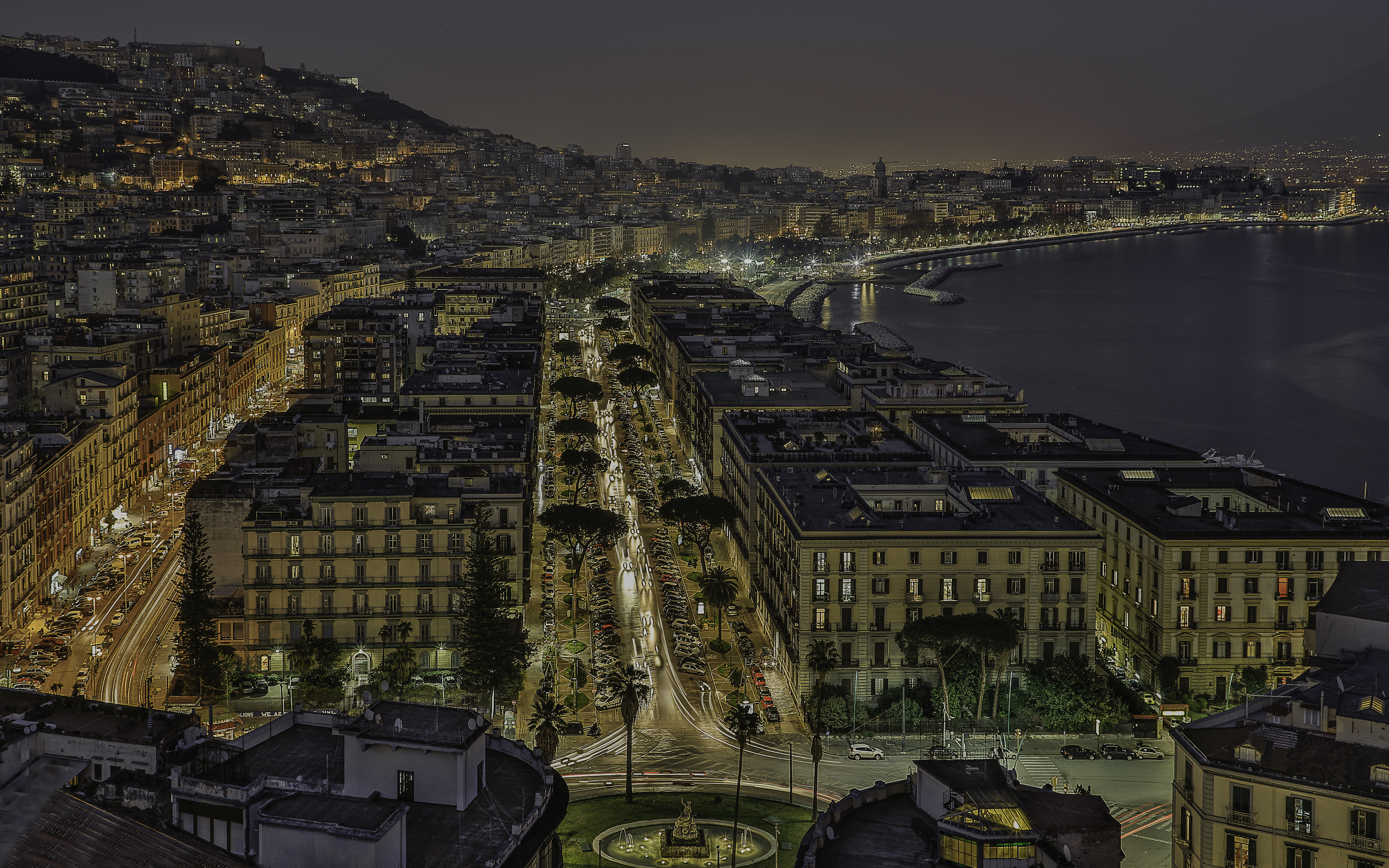
Notturna di viale Elena
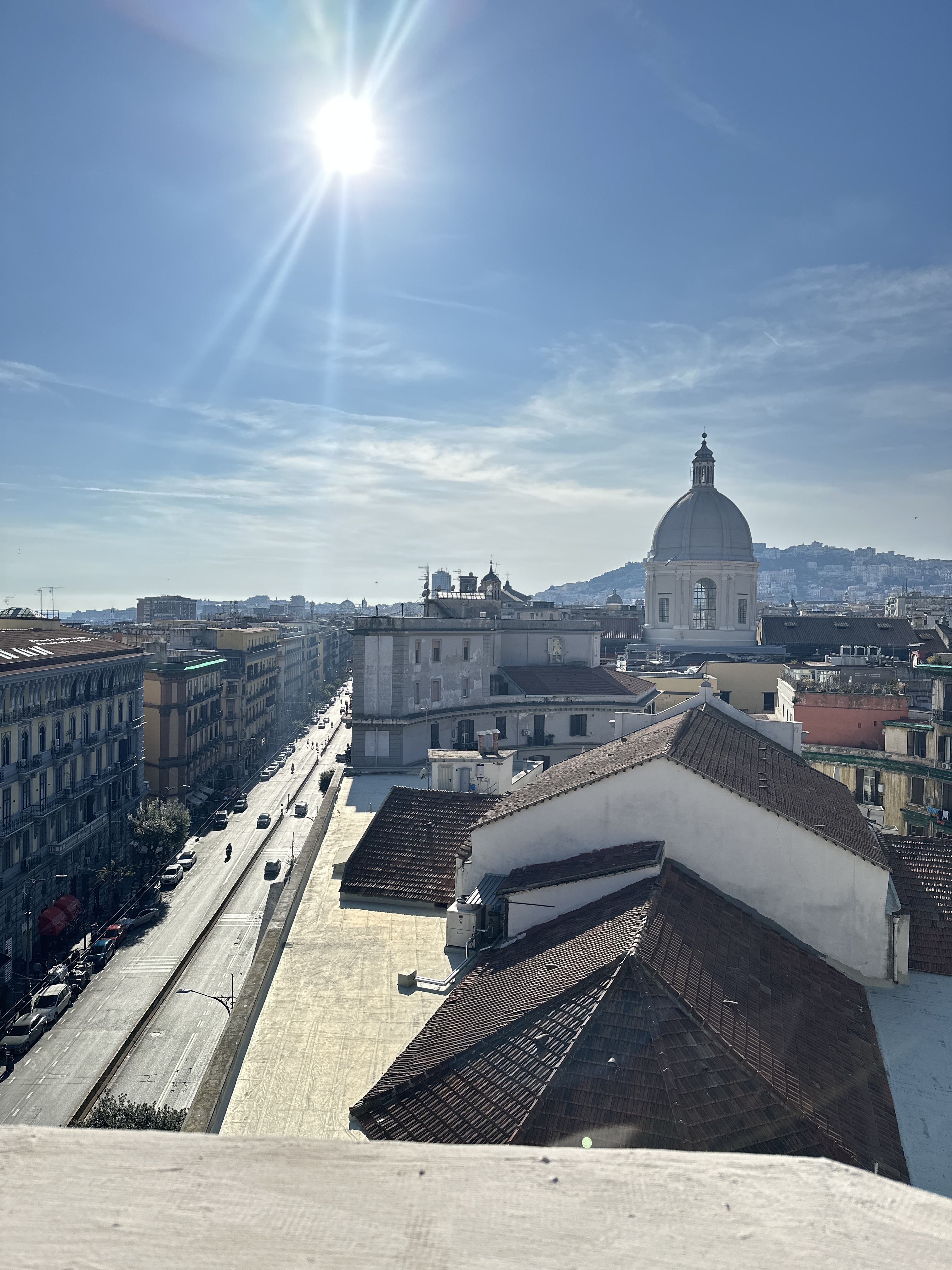
Corso Umberto I visto da una terrazza di piazza Garibaldi
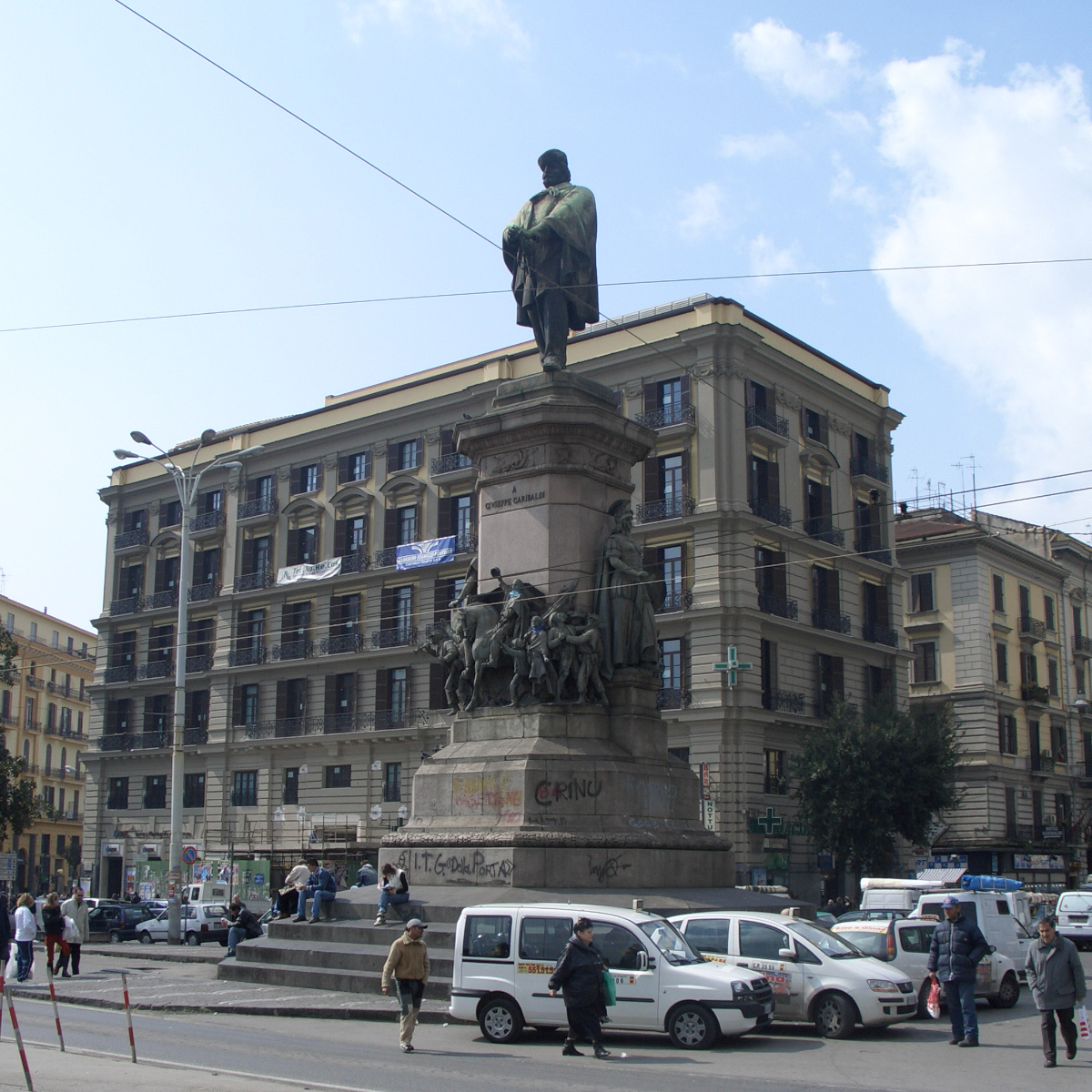
Monumento di Garibaldi in piazza Garibaldi
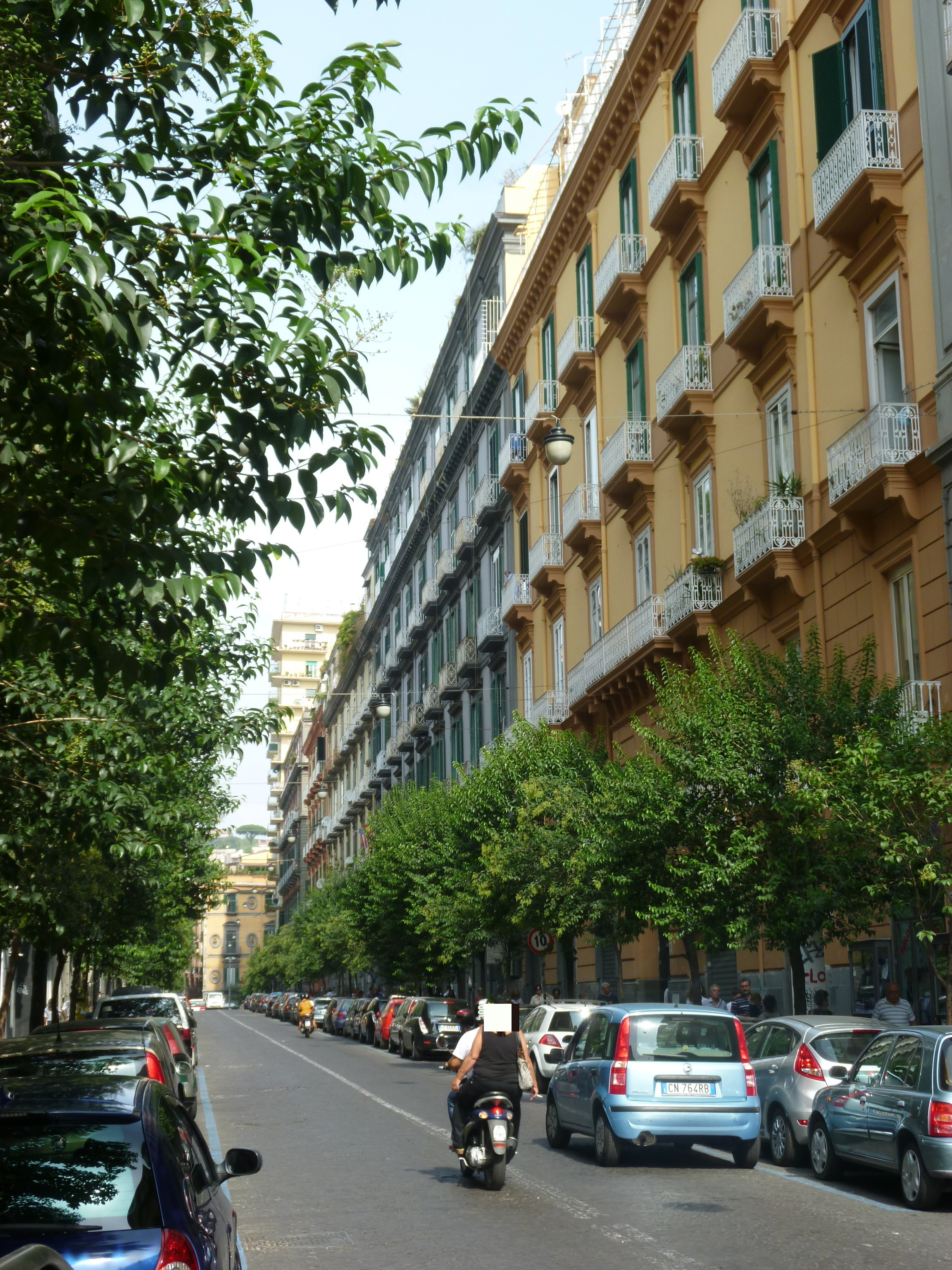
Via Duomo (lato via Foria)
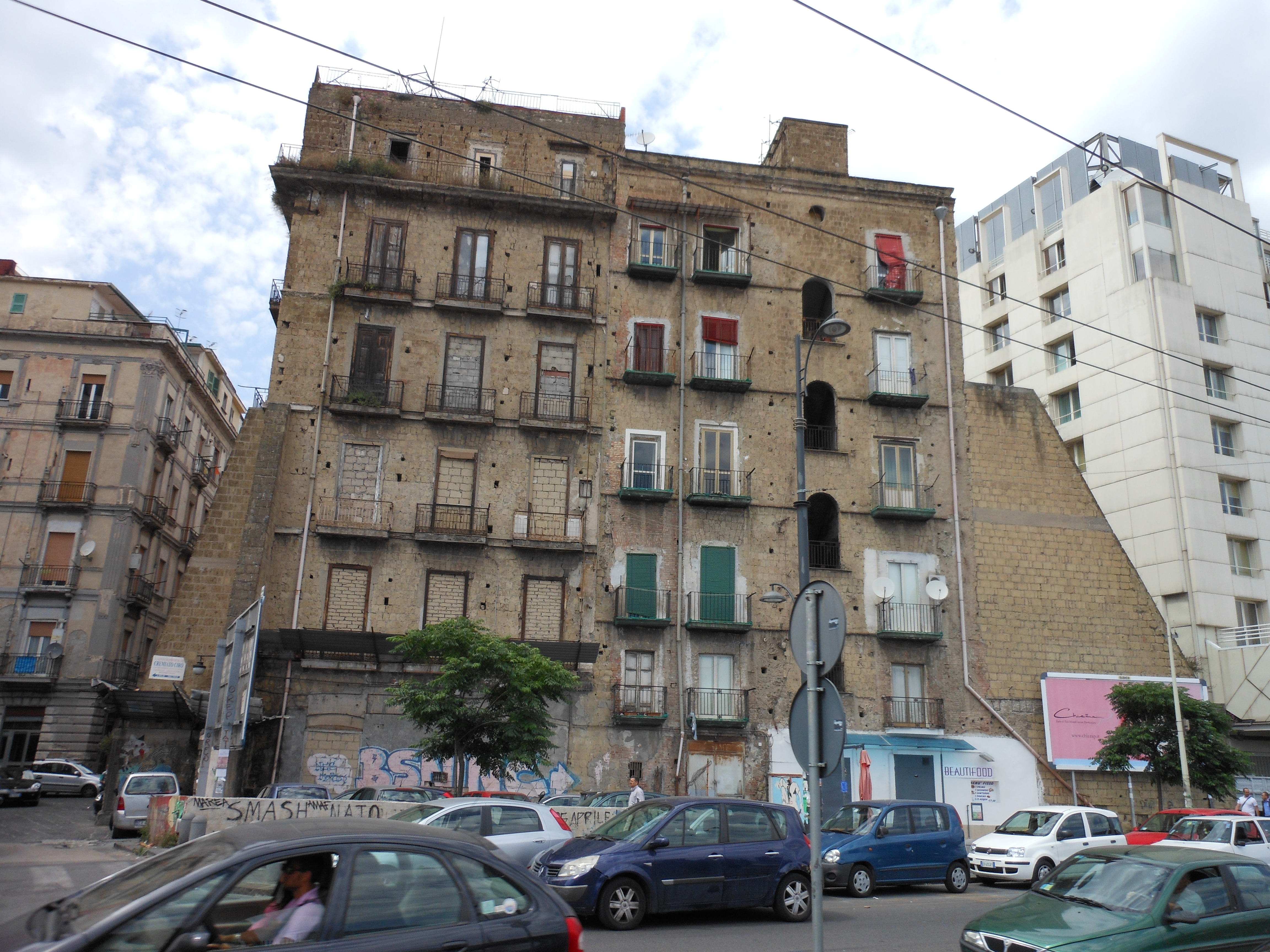
Un vecchio edificio superstite al periodo del Risanamento in via Nuova Marina
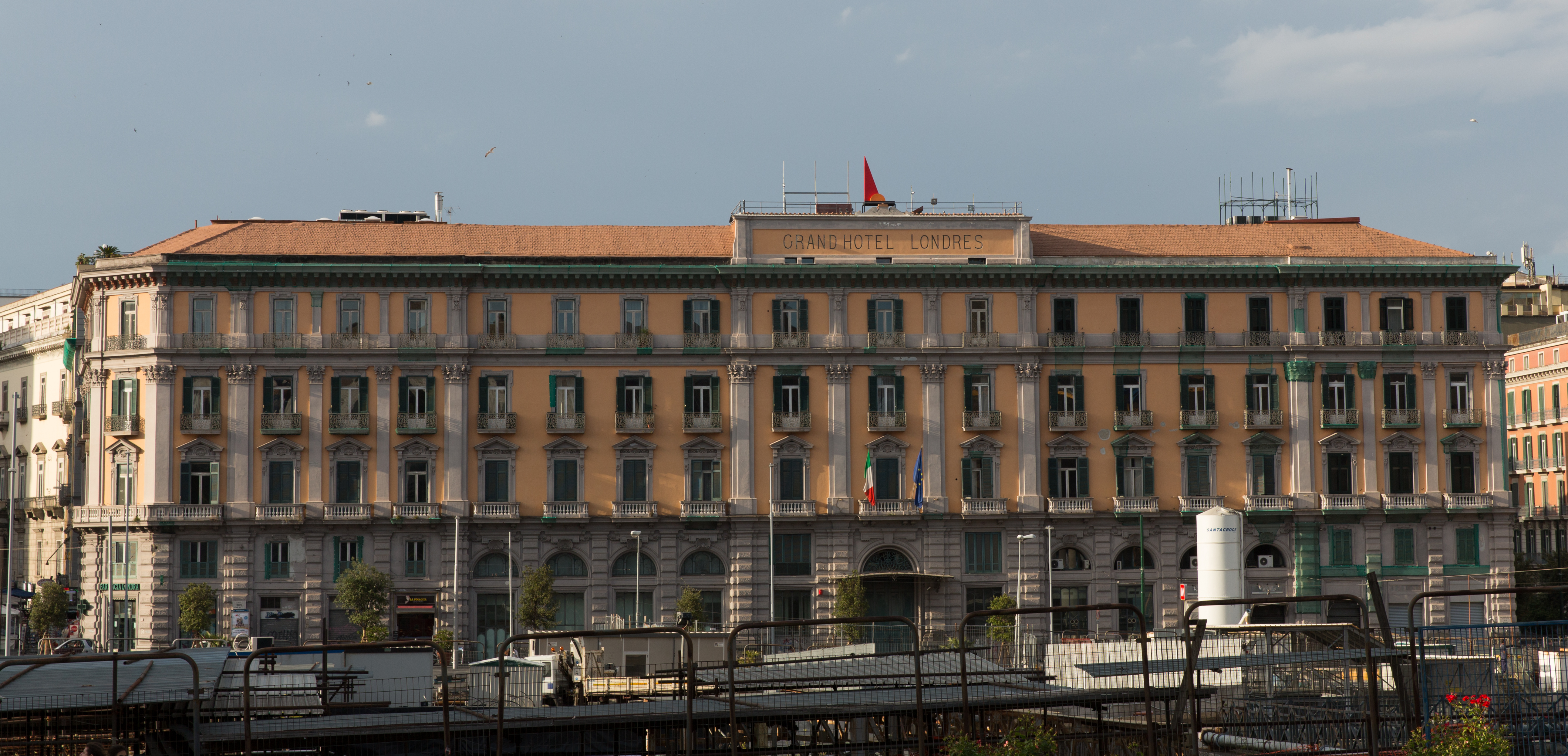
Grand Hotel de Londres
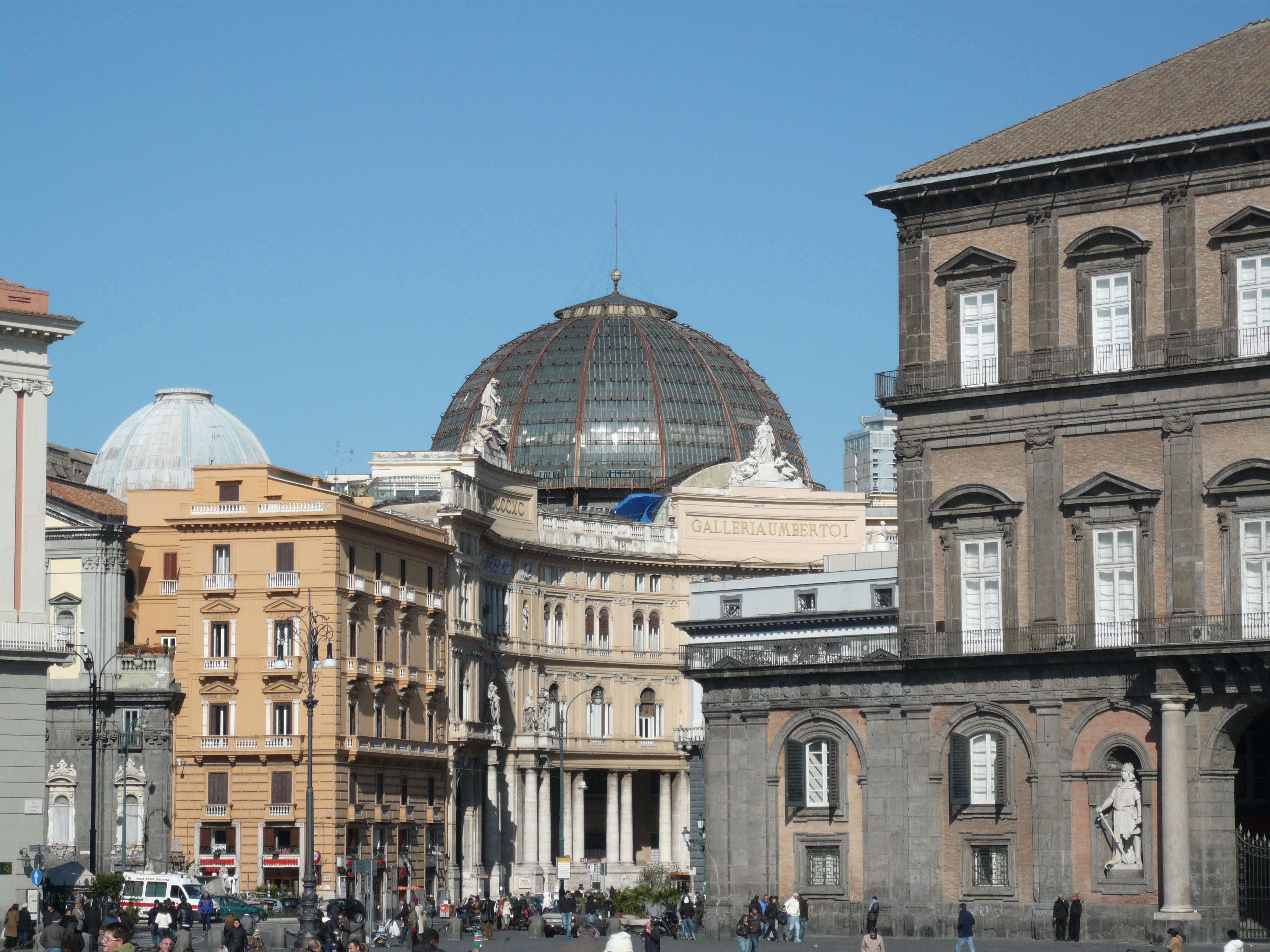
Esterno della galleria Umberto I visto da piazza del Plebiscito
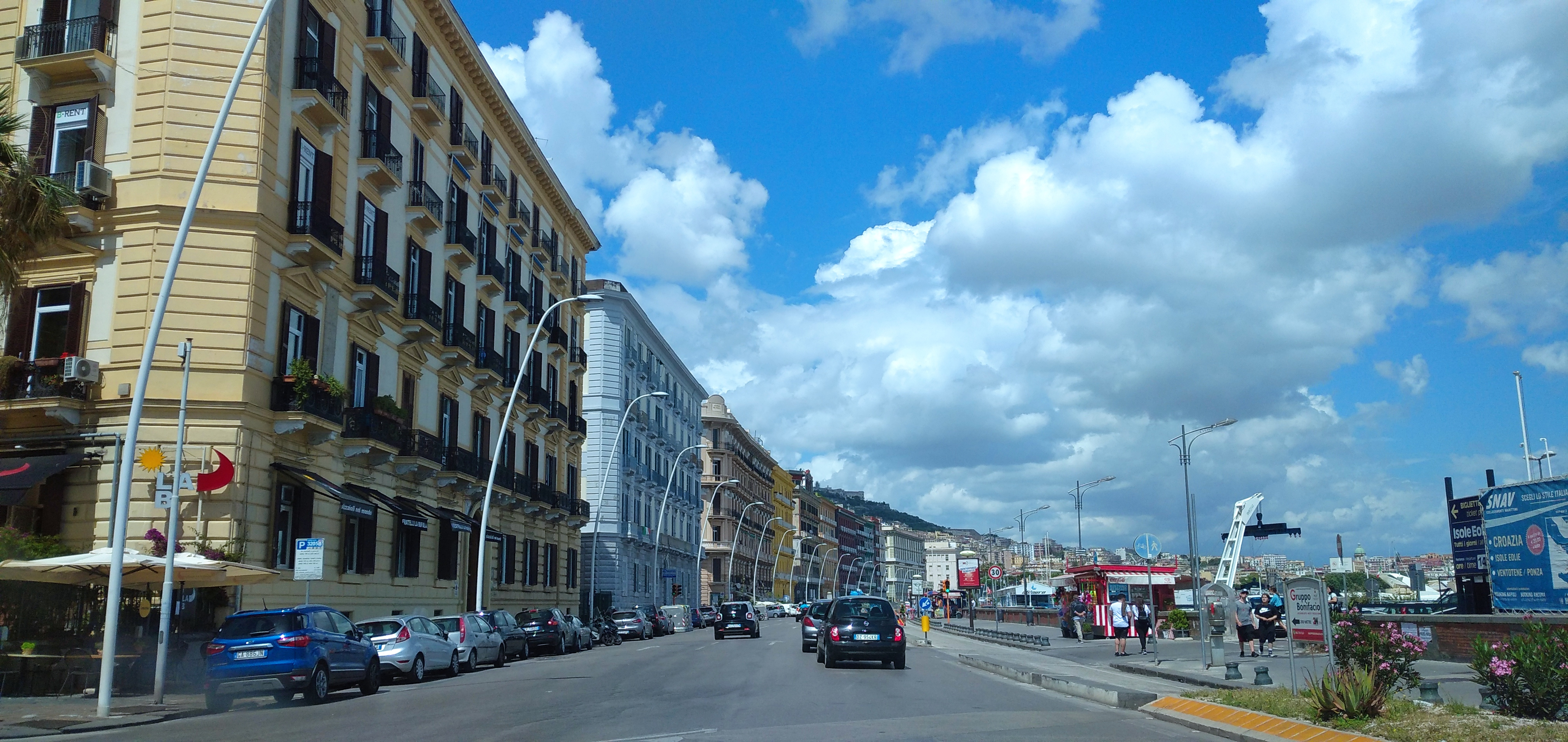
Particolare del lato occidentale di via Caracciolo
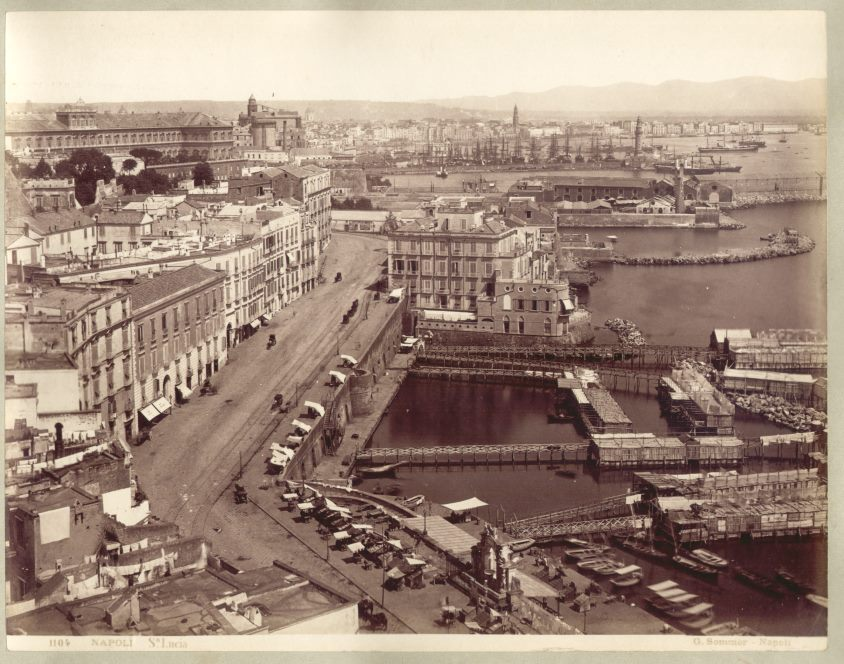
Via Santa Lucia prima della colmata a mare e della creazione del Rione Orsini
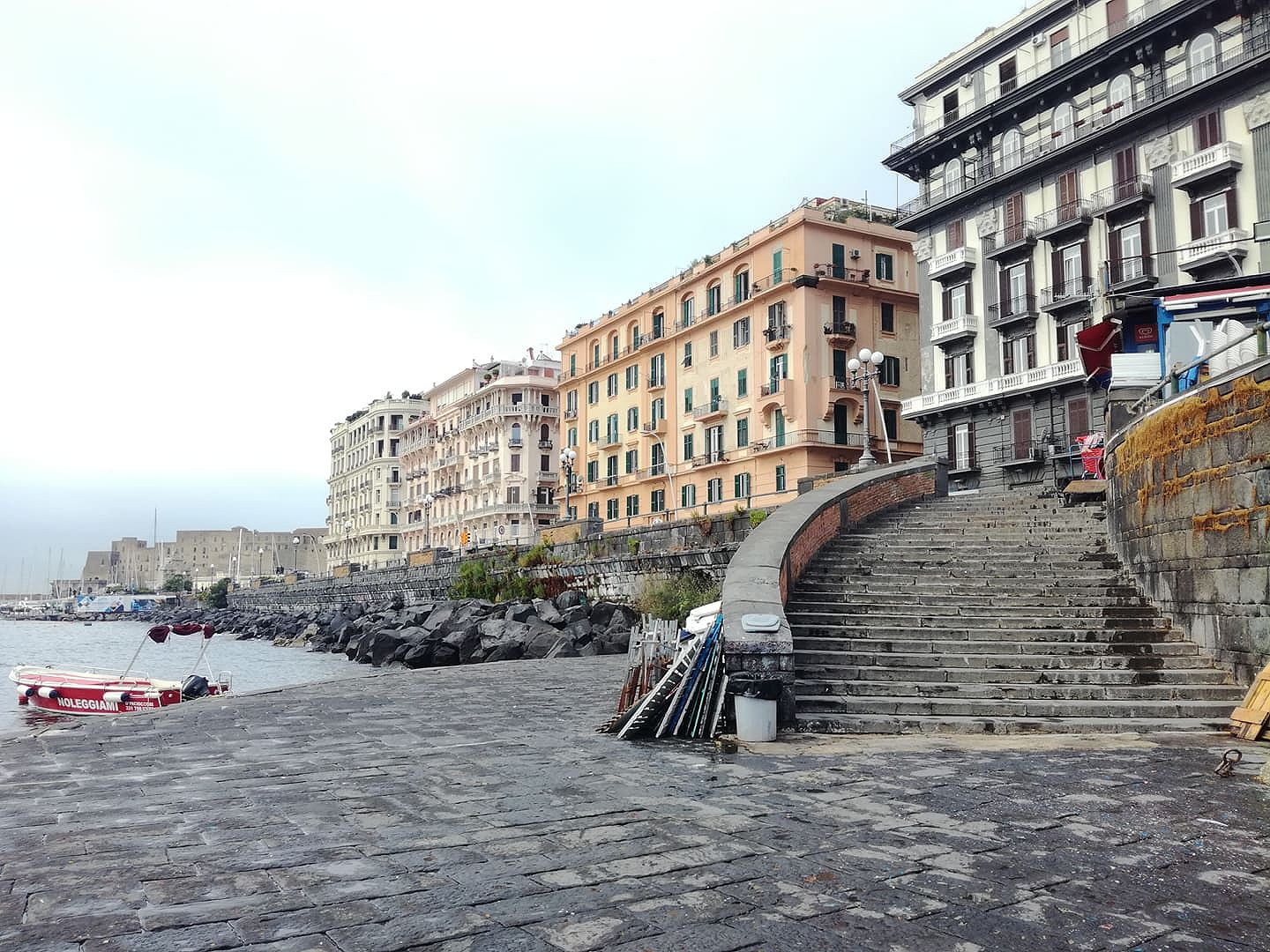
Muraglioni e scalinate del lungomare, di Errico Alvino
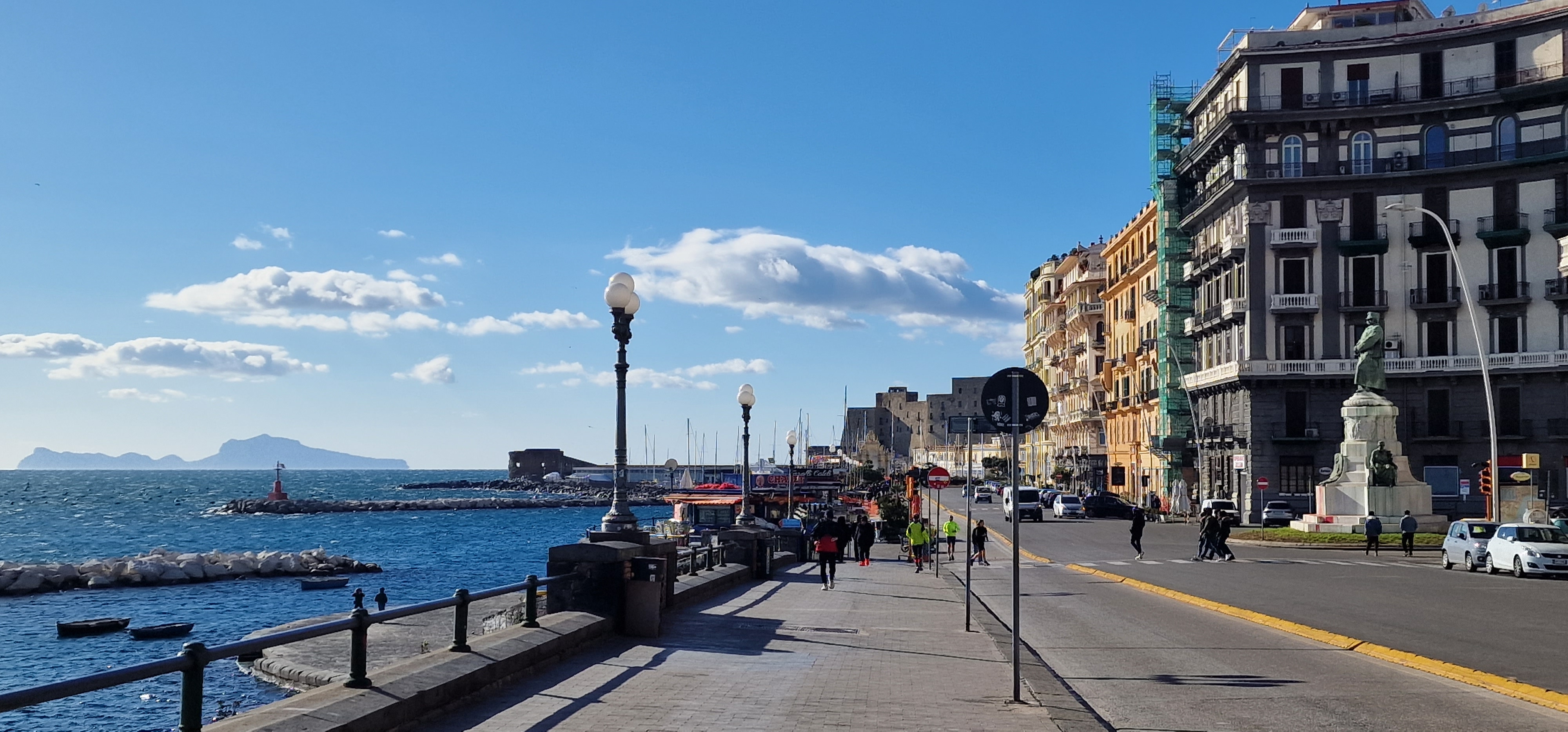
Via Nazario Sauro
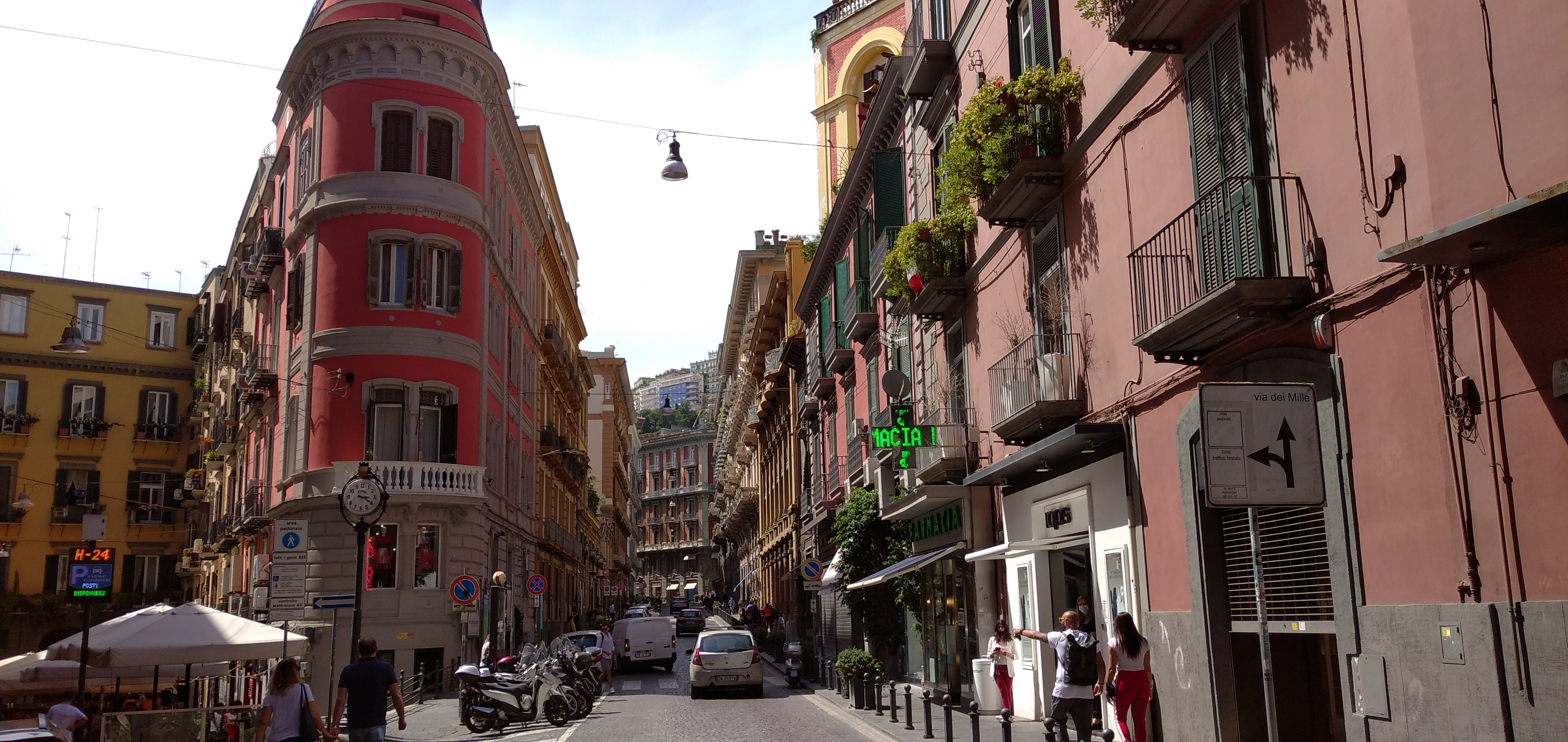
Via Gaetano Filangieri verso via dei Mille
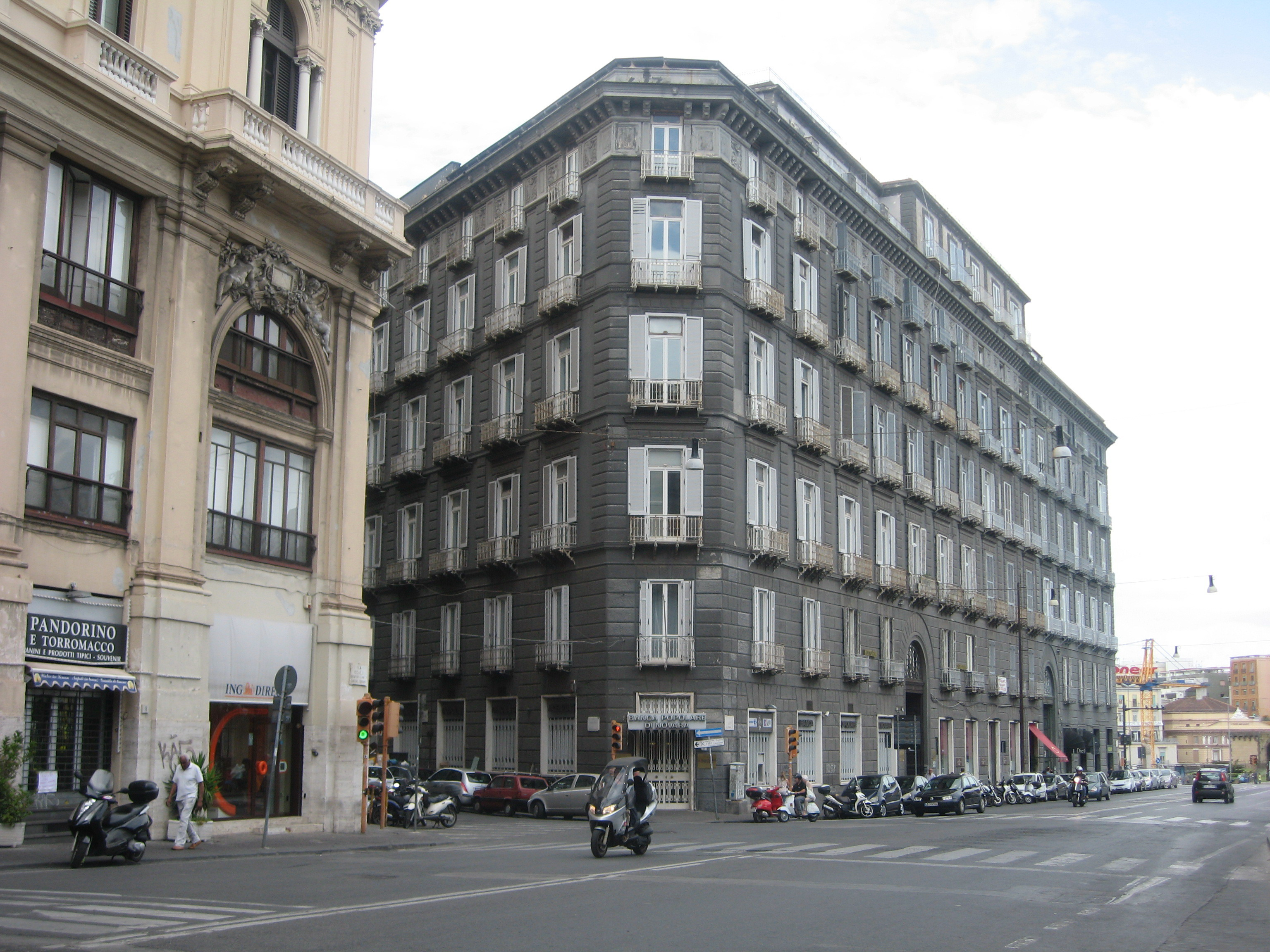
Edificio in via San Carlo
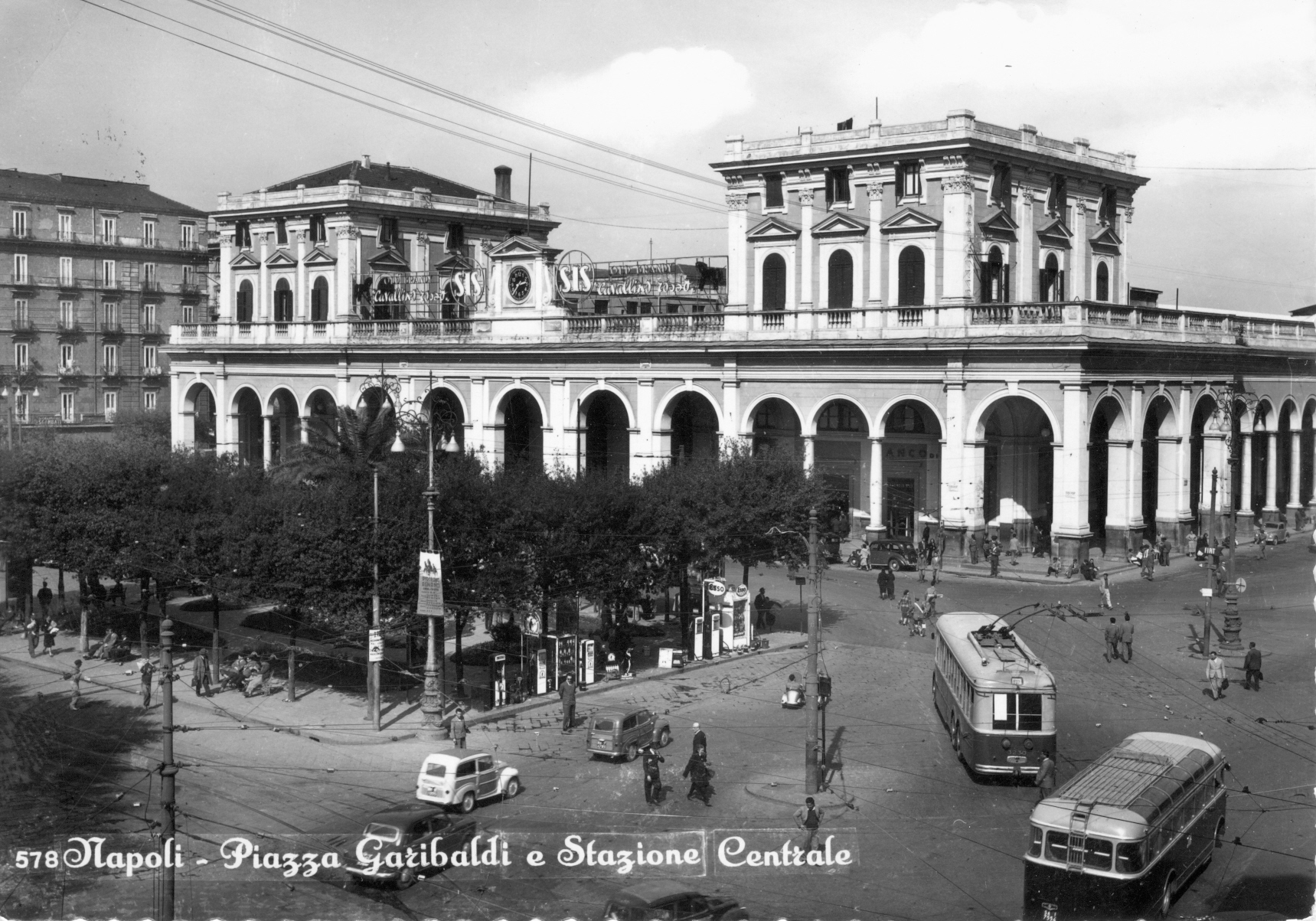
L'edificio della stazione demolito nel 1960
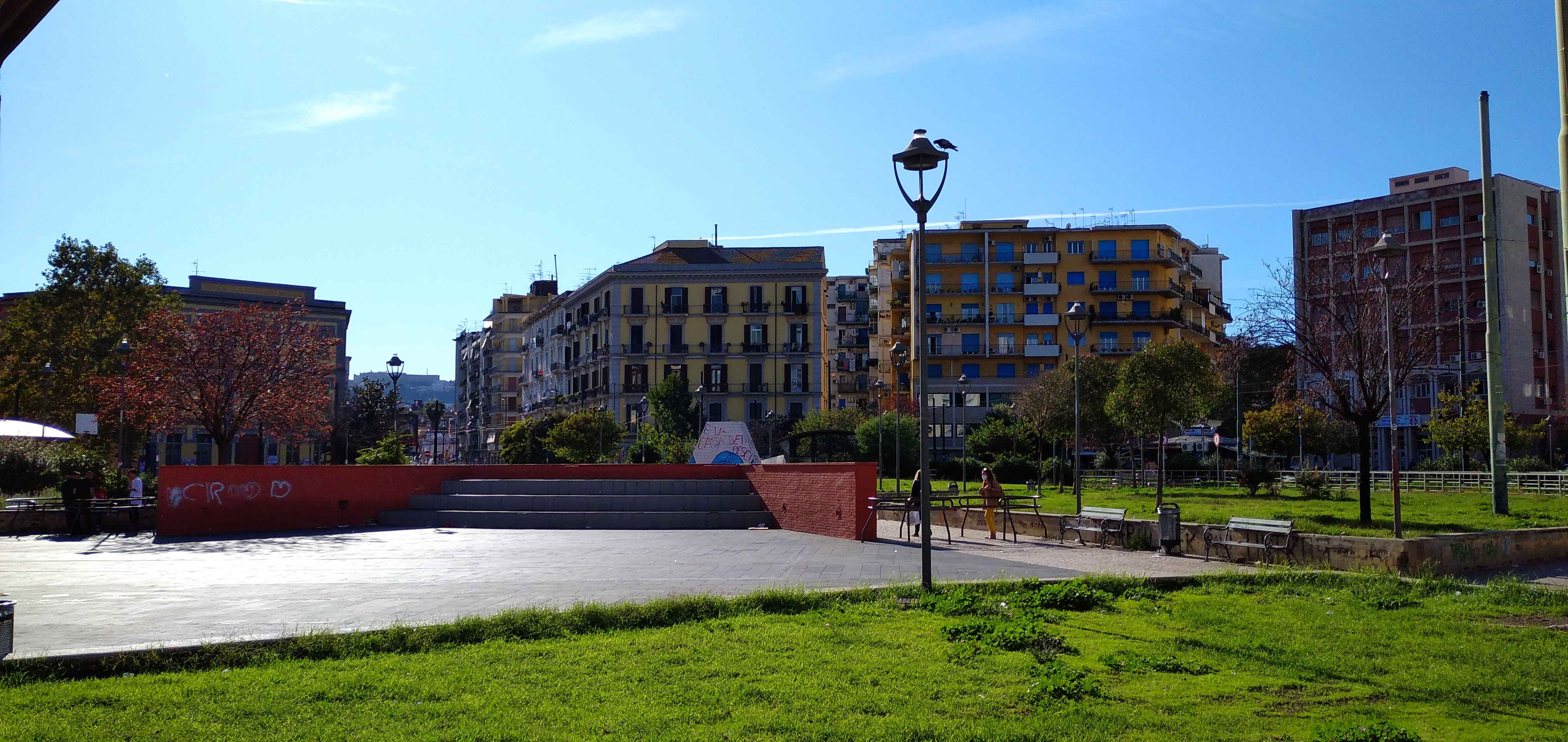
Piazza Nazionale, in parte formata ancora da edifici ottocenteschi, in parte da edifici risalenti alla speculazione edilizia post-bellica che sostituì i palazzi danneggiati dai bombardamenti